# Damaskus
Damaskus [daˈmaskʊs] (arabisch دمشق Dimaschq, DMG Dimašq, türkisch/osmanisch Şam, auch Dimaşk, kurdisch Şam, französisch Damas) ist die Hauptstadt von Syrien und des Gouvernements Rif Dimaschq (Umgebung von Damaskus). Die Stadt hat offiziell 1.834.741 Einwohner, in der Agglomeration leben offiziell 2.831.738 Menschen (Stand jeweils 1. Januar 2010). Inoffizielle Schätzungen gehen oft von einer wesentlich höheren Einwohnerzahl aus. Die Hauptstadt bildet ein eigenständiges Gouvernement. Es wird von einem Gouverneur regiert, der vom Innenminister ernannt wird.
Damaskus ist eine der ältesten kontinuierlich bewohnten Städte der Welt. Sie ist ein kulturelles und religiöses Zentrum Vorderasiens. In Syrien selbst wird Damaskus häufig الشام / aš-Šām genannt; in der restlichen arabischen Welt wird dieser Name oft für das Land Syrien verwendet. Historisch steht er für die gesamte Levante. Vom seit 2011 herrschenden Bürgerkrieg in Syrien ist auch Damaskus betroffen. Die Angaben im Artikel beziehen sich im Wesentlichen auf die Zeit vor Ausbruch des Krieges.

## Geographie

### Geographische Lage
Damaskus liegt 15 Kilometer östlich der Grenze Syriens zum Libanon. Südwestlich von Damaskus, in 45 Kilometer Entfernung, liegen die seit dem Sechstagekrieg von 1967 von Israel besetzten syrischen Golanhöhen. Die Grenze zu Jordanien liegt 100 Kilometer südlich von Damaskus.
Am Fuße des Berges Qasyun auf 690 Metern Höhe erstreckt sich Damaskus im Barada-Tal. Die Oase Ghuta, die von jeher Lebensader der Stadt ist, wird durch den abflusslosen Barada bewässert, der im westlichen Gebirge des Anti-Libanon entspringt und ganzjährig fließt. Östlich von Damaskus erstreckt sich die Syrische Wüste.

### Stadtgliederung

Stadtbezirke von Damaskus

Die Hauptstadt gliedert sich in die Altstadt, die neueren Stadtbezirke und die Vororte Midan im Südwesten, Sarouja im Norden und Imara im Nordwesten. Die Altstadt im Zentrum von Damaskus ist von engen Straßen, überdachten Märkten und traditionellen Wohnhäusern geprägt. Das Gebiet al-Merjeh, mit seinen modernen Hochhäusern, ist der administrative und wirtschaftliche Mittelpunkt der Stadt.
Die nördlich der Altstadt an den Hängen des Kasioun (Qāsiyūn) gelegenen Stadtteile sind bereits seit vor der Staatsgründung überwiegend von Kurden bewohnt. In der zweiten Hälfte des 20. Jahrhunderts dehnte sich die Stadt vor allem im westlich gelegenen Bezirk Mezze, entlang der Barada-Senke in Dumar im Nordwesten und auf den Steigungen der Berge bei Berze im Nordosten aus. Besonders am südlichen Stadtrand wurden in den letzten Jahrzehnten zahlreiche informelle Siedlungen, oft ohne offizielle Genehmigung, errichtet. Dort leben viele Binnenflüchtlinge, die wegen der schlechteren Lebensbedingungen auf dem Land nach Damaskus zogen.

### Klima

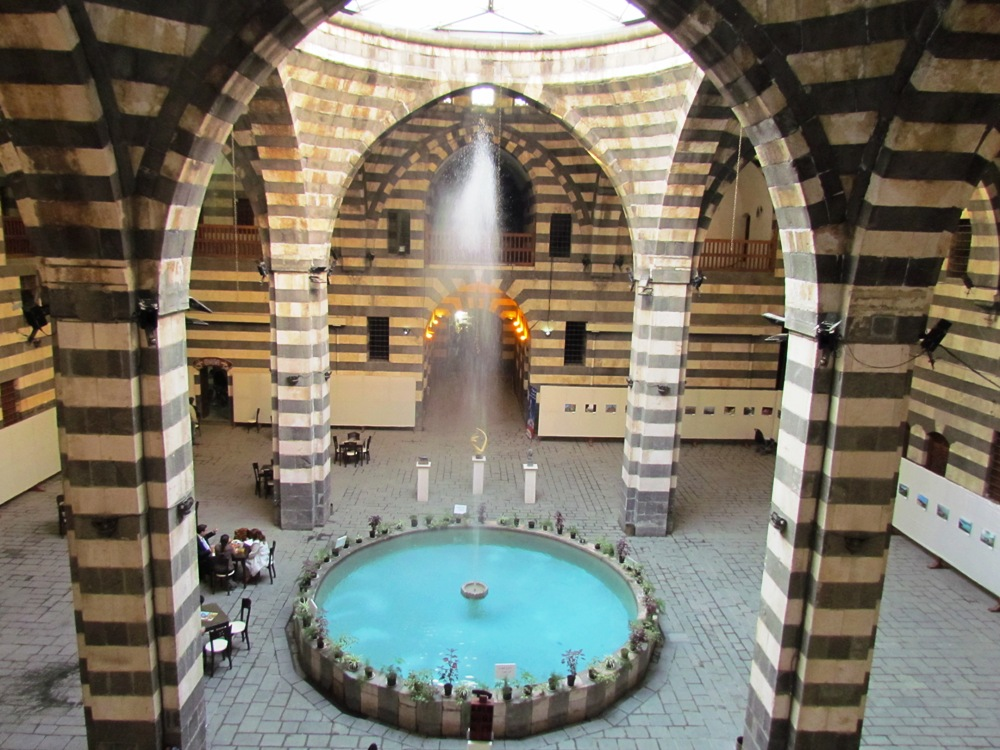
Das Chan As'ad Pascha, eine kühle Oase in Damaskus, ein Chan in Damaszener Schwarz-Weiß-Architektur erbaut, in dem die Gäste des As'ad Pascha al-Azim (Arabic: أسعد باشا العظم ʾAsʿad Bāšā l-ʿAẓm; 1706 – 1758) wohnten

Damaskus befindet sich in der subtropischen Klimazone. Die Jahresdurchschnittstemperatur beträgt 16,7 °C. Da östlich und damit im Regenschatten des Anti-Libanon gelegen, fallen im Einzugsgebiet der syrischen Hauptstadt nur 194 Millimeter Niederschlag pro Jahr.
Die wärmsten Monate sind Juni bis August mit durchschnittlich 24,6 bis 26,6 °C, die kältesten Monate Dezember bis Februar mit 6,2 bis 7,9 °C im Mittel. Der meiste Niederschlag fällt von Oktober bis April mit durchschnittlich 12 bis 46 Millimeter, der geringste von Mai bis September mit 0 bis 5 Millimeter im Mittel.
|                       | Jan  | Feb  | Mär  | Apr  | Mai  | Jun  | Jul  | Aug  | Sep  | Okt  | Nov  | Dez  |   |      |
| Mittl. Tagesmax. (°C) | 12,4 | 15,1 | 19,1 | 24,2 | 29,6 | 33,9 | 35,8 | 35,6 | 32,6 | 27,7 | 20,3 | 14,1 | ⌀ | 25,1 |
| Mittl. Tagesmin. (°C) | 0,5  | 1,6  | 3,8  | 7,4  | 10,5 | 14,3 | 16,5 | 16,0 | 12,6 | 8,3  | 3,8  | 1,5  | ⌀ | 8,1  |
|                       |      |      |      |      |      |      |      |      |      |      |      |      |   |      |
| Niederschlag (mm)     | 56   | 36   | 26   | 16   | 7    | 0    | 0    | 0    | 0    | 8    | 28   | 47   | Σ | 224  |
|                       |      |      |      |      |      |      |      |      |      |      |      |      |   |      |
| Sonnenstunden (h/d)   | 5,3  | 6,5  | 7,3  | 8,3  | 10,4 | 11,9 | 11,8 | 11,4 | 10,2 | 8,6  | 6,9  | 5,3  | ⌀ | 8,7  |
|                       |      |      |      |      |      |      |      |      |      |      |      |      |   |      |
| Regentage (d)         | 7    | 4    | 4    | 3    | 1    | 0    | 0    | 0    | 0    | 1    | 3    | 5    | Σ | 28   |
|                       |      |      |      |      |      |      |      |      |      |      |      |      |   |      |
| Luftfeuchtigkeit (%)  | 76   | 68   | 59   | 53   | 47   | 42   | 46   | 50   | 51   | 50   | 61   | 74   | ⌀ | 56,4 |

| 0,5 |

| 1,6 |

| 3,8 |

| 7,4 |

| 10,5 |

| 14,3 |

| 16,5 |

| 16,0 |

| 12,6 |

| 8,3 |

| 3,8 |

| 1,5 |

| 0,5 |

| 1,6 |

| 3,8 |

| 7,4 |

| 10,5 |

| 14,3 |

| 16,5 |

| 16,0 |

| 12,6 |

| 8,3 |

| 3,8 |

| 1,5 |

## Geschichte

### Vorgeschichte
Als großflächige Oase in einer regenarmen Landschaft war die Gegend von Damaskus schon früh ein anziehender Siedlungsraum. In Tell Ramad, einem Vorort des heutigen Damaskus, fand man Spuren einer steinzeitlichen Siedlung aus dem Präkeramischen Neolithikum B, in Tell eṣ-Ṣaliḥiyeh und in Deir Khabiye zwei Siedlungshügel aus der Bronzezeit.

### Ägyptische Herrschaft
Nach Eroberungszügen der Ägypter im heutigen Syrien wurde Damaskus erstmals vor rund 3.500 Jahren unter Pharao Thutmosis III. erwähnt, der den Stadtstaat Tamasqu (t-m-s-q, siehe ägyptische Hieroglyphen) eingenommen hatte. Zur Zeit Echnatons wurde es mit seinem Fürsten Namiawaza in zwei Amarna-Briefen erwähnt (139, 63; 142, 21). Damaskus blieb bis zum Ende des 2. Jahrtausend v. Chr. in ägyptischer Hand und Zentrum der Provinz Ube.

### Das Königreich Aram-Damaskus

#### Entstehung
Der aramäische Territorialstaat von Aram entstand vermutlich im 13. Jahrhundert v. Chr., als die Ägypter die Kontrolle über Kanaan und Syrien endgültig verloren hatten. Damaskus stieg während der Eisenzeit zur Hauptstadt des Aramäerreiches auf. Hauptgott von Damaskus war Hadad (auch Baal Hadad, „Herr des Donners“), dem semitischen Gewittergott mit dem Beinamen Ramanu („Donnerer“).

#### Historische Quellen

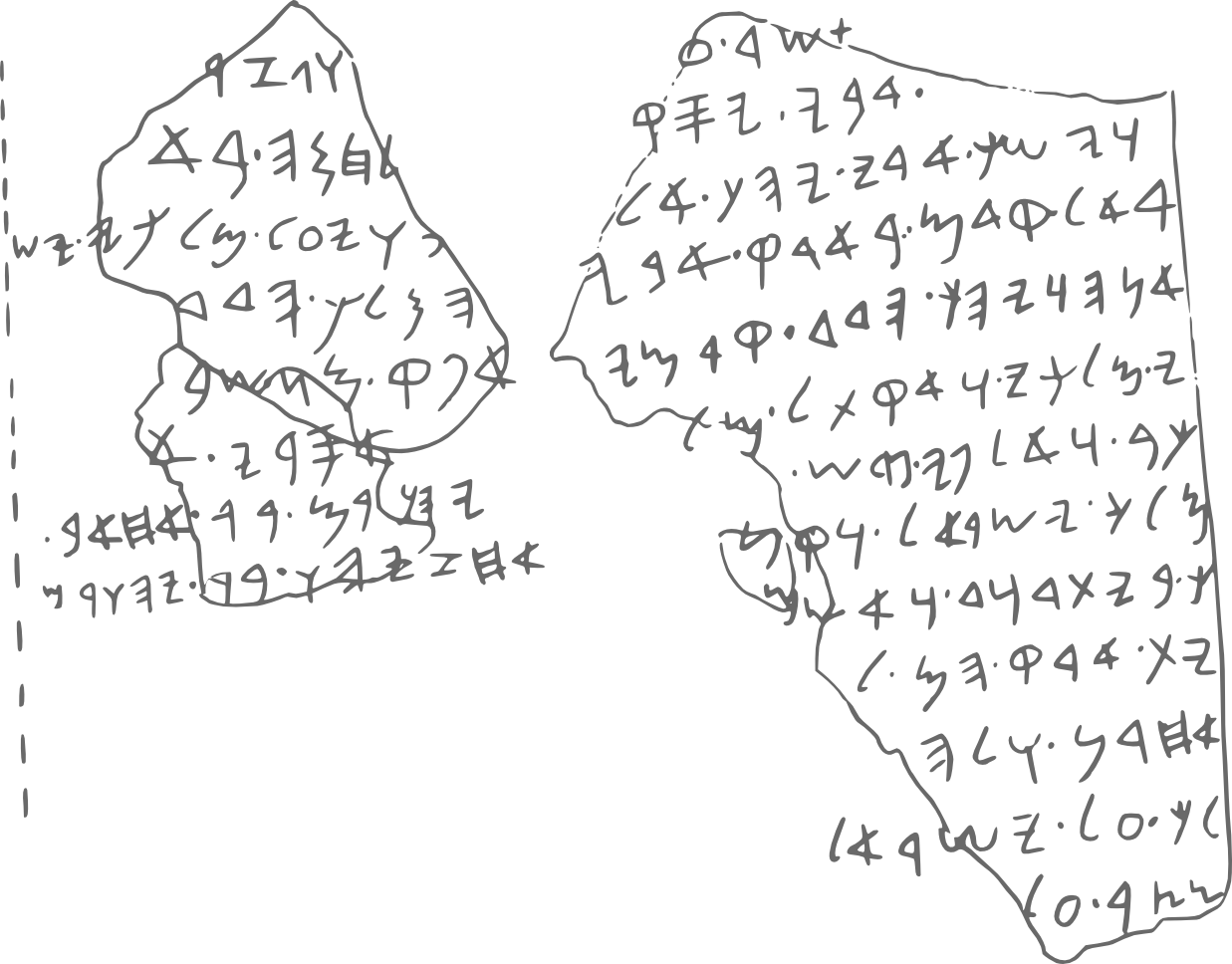
Siegesstele aus Tel Dan (um 842 v. Chr.), vermutlich von Hasael aufgestellt

Der Aramäerkönig Hadad-Eser („Hadad ist Hilfe“) kämpfte 853 v. Chr. in einem Bündnis von zwölf Ländern gemeinsam mit Ahab und Irhuleni von Hama in der Schlacht bei Karkara am Orontes gegen die Assyrer unter Salmānu-ašarēd III., konnte jedoch keinen dauerhaften Sieg erringen. Hadad-Eser starb zwischen 844 und 840 v. Chr., und Hasa’el wurde als neuer Dynastiegründer sein Nachfolger.
Das Bündnis mit Hamath löste sich bereits 845 v. Chr. Vier Jahre später wurden die Gärten der Oase von Damaskus bei einem erneuten assyrischen Angriff verwüstet. Salmanasser III. unternahm in den Jahren 849–838 v. Chr. weitere Feldzüge gegen Aram, jedoch ohne dauerhaften Erfolg.
733 v. Chr. wurde Damaskus von Tiglat-pileser III. eingenommen, Rezin getötet, die Bevölkerung nach Kir deportiert und das Reich in drei assyrische Provinzen aufgeteilt (Damaskus, Karnini (Karnajim) und Haurini). Von der Zerstörung durch die Assyrer erholte sich Damaskus relativ schnell, vor allem dank seiner Bedeutung als Zwischenstation für den Handel von den phönizischen Küstenstädten der Levante zu den Städten Mesopotamiens sowie von Arabien nach Kleinasien.

### Antike

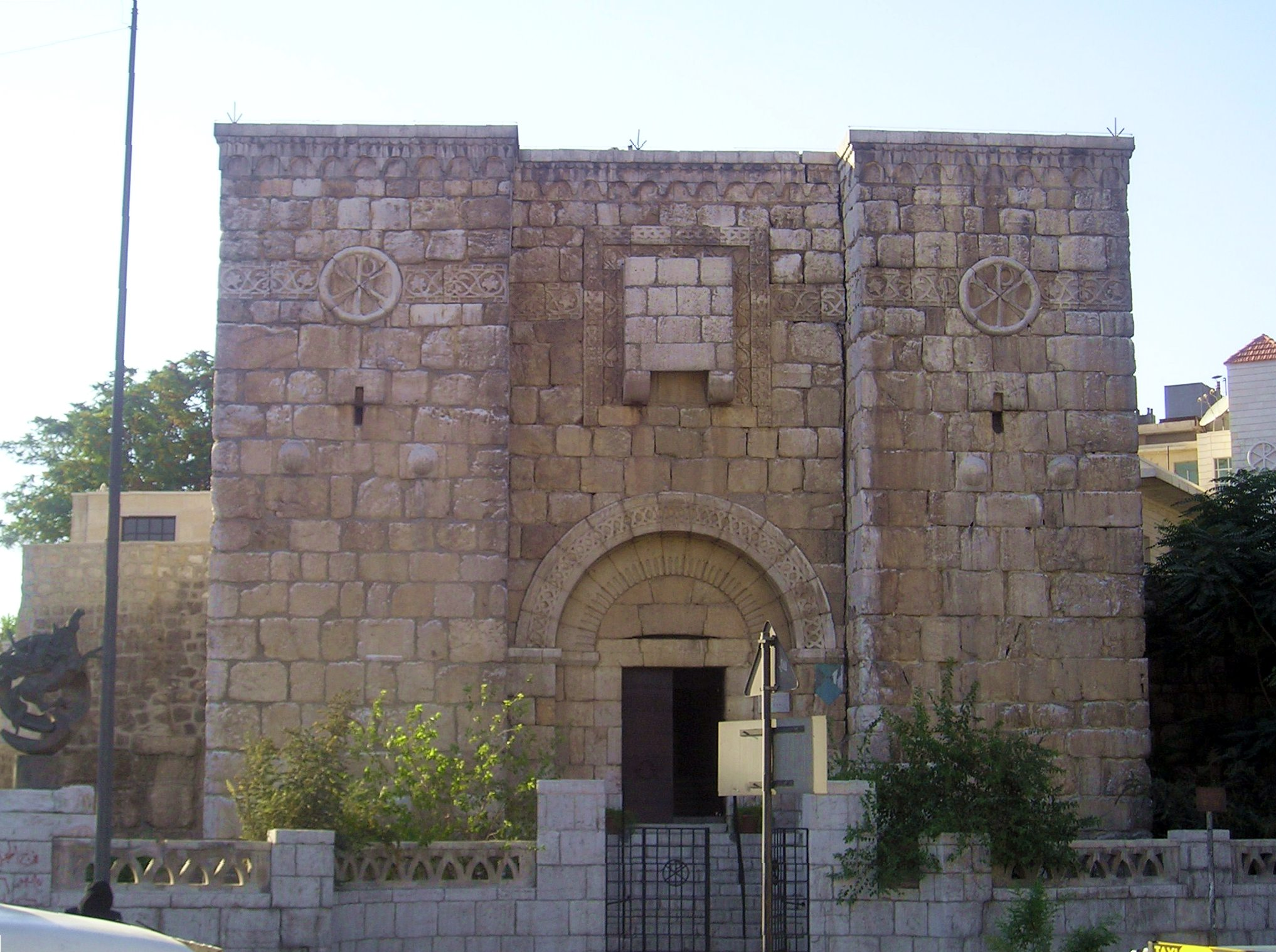
Griechisch-katholische Kapelle St. Paul

Nachdem es kurzzeitig dem Neubabylonischen Reich unter Nebukadnezar II. (604–562 v. Chr.) angehörte, fiel Damaskus an das achämenidische Perserreich. Strabon (16,2,20) beschreibt es als dessen bedeutendste und glänzendste Stadt. Parmenion, ein General Alexanders des Großen, eroberte Damaskus 332 v. Chr. und erbeutete dabei den Staatsschatz des Dareios. Damaskus wurde dem Alexanderreich eingegliedert und dadurch eine makedonische Kolonie; im Norden und Osten der aramäischen Stadt entstand eine griechische Siedlung.
Unter der Herrschaft der Seleukiden wurde Damaskus ausgebaut und befestigt und 111 v. Chr. von Antiochos IX. zur Hauptstadt von Phönikien und Koilesyrien erhoben. 85 v. Chr. gelang den Nabatäern unter König Aretas III. die Eroberung von Damaskus. Sie konnten sich bis 66 v. Chr. halten, als ganz Syrien unter Pompeius erobert und dem römischen Reich eingegliedert wurde. Vermutlich trat Damaskus in der folgenden Zeit der Dekapolis bei.

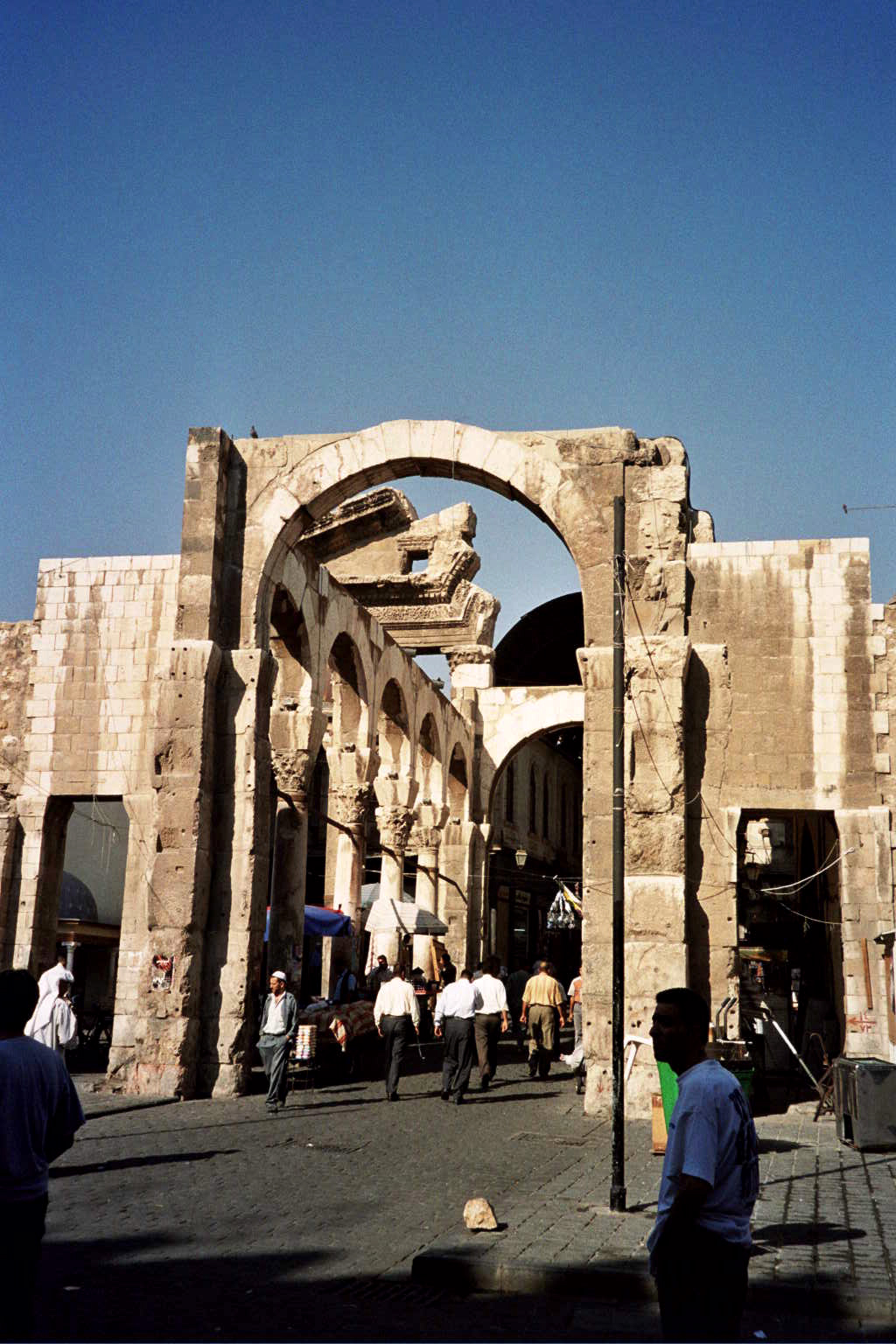
Überreste der äußeren Umfassungsmauer (Peribolos) des Tempelbezirks des Zeus/Jupiter in Damaskus, der mit Hallen und Säulengängen umzogen war

Von Marcus Antonius wurde Koilesyrien und damit auch Damaskus 38 v. Chr. (zusammen mit weiteren Reichsteilen) an Kleopatra VII. von Ägypten verschenkt.
Den einst vertriebenen Nabatäern gelang 37 n. Chr. die erneute Eroberung der Stadt. Mit Duldung der Römer konnten sie sich bis 54 halten. Anschließend herrschten wieder die Römer. Die Bedeutung der Stadt stieg, nachdem Nabatäa 106 n. Chr. unter Trajan römische Provinz wurde und die Römer eine Straße von Damaskus über Bosra bis zum Roten Meer bauten. Damaskus wurde kurzzeitig zum Bischofssitz, den es jedoch im 3. Jahrhundert an Emesa abgeben musste. Kaiser Theodosius I. gründete im 4. Jahrhundert eine Basilika in Damaskus über den vermuteten Reliquien Johannes des Täufers.

### Mittelalter
635 wurde Damaskus, nachdem es nur schwachen Widerstand gegen die islamische Expansion geleistet hatte, von den Arabern erobert. Der Kapitulationsvertrag der Stadt sollte Modellcharakter erhalten. Die christliche und jüdische Bevölkerung hatte die Kopfsteuer Dschizya zu entrichten, blieb aber ansonsten weitgehend ungestört. Unter Kalif Muʿāwiya I. wurde Damaskus 661 Hauptstadt des umayyadischen Reiches. Kalif al-Walid I. ließ 705 die Johannes-Basilika zur Umayyaden-Moschee als erste monumentale Moschee des Islam umbauen und erweitern. Im Innern des Baus befindet sich der Schrein Johannes des Täufers.
Nach dem Ende der Umayyaden-Dynastie 750 verlegten die siegreichen Abbasiden den Sitz des Kalifats in das neu gegründete Bagdad, wohl auch, um den Bruch mit den Umayyaden zu betonen. Damaskus war damit nur noch eine Provinzhauptstadt, seine Bedeutung schwand im Laufe der Jahre stark. Dennoch blieb es unter den wechselnden islamischen Dynastien umkämpft (878 Tuluniden, 945 Ichschididen, 970–1076 Fatimiden). Das gesamte Mittelalter hindurch war Damaskus stets eng mit Ägypten verbunden.

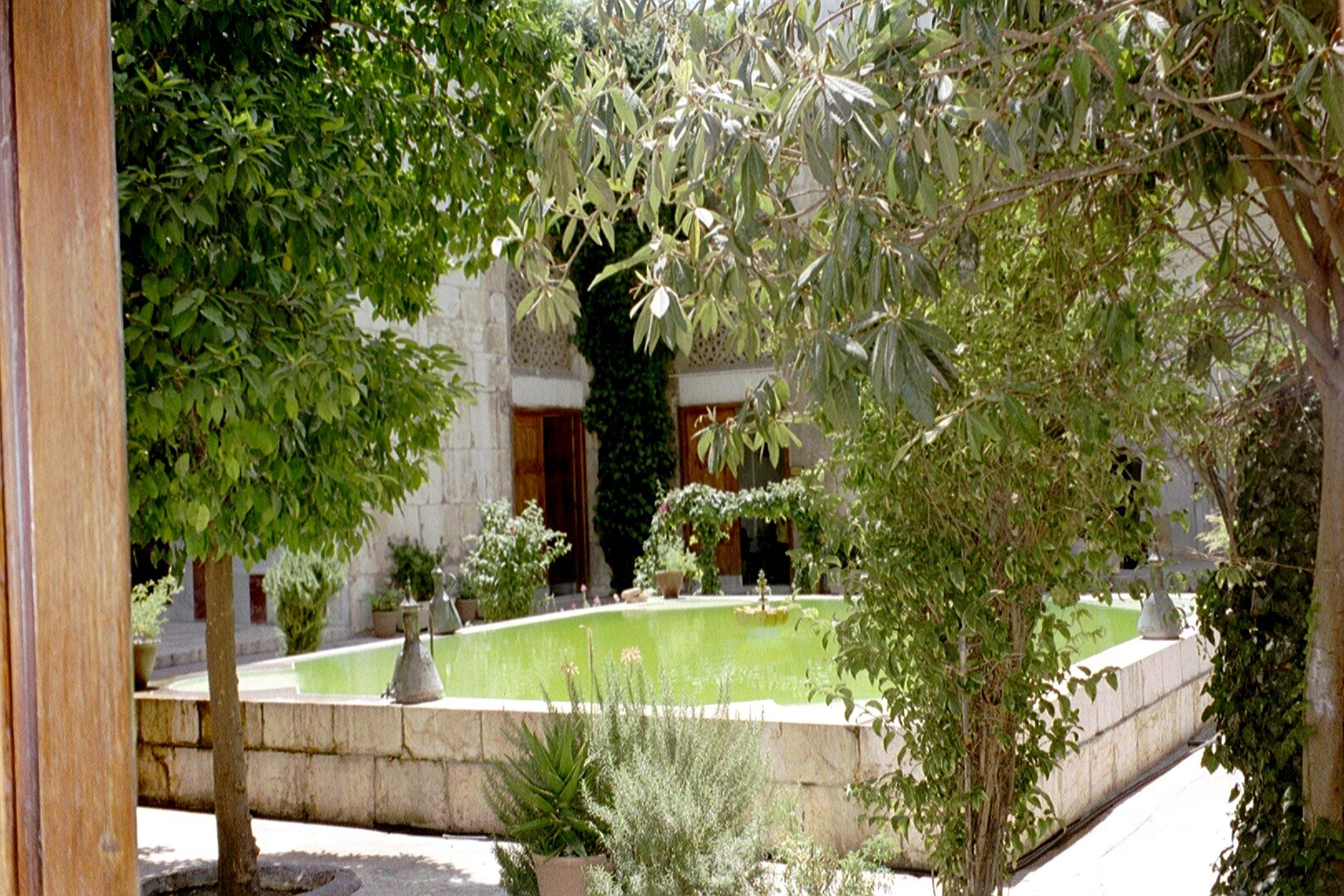
Innenhof des Bimārestān des Nur ad-Din von 1154, das älteste bekannte Krankenhaus von Damaskus

1104 wurde Damaskus Sitz der seldschukischen Buriden-Dynastie. Die sechstägige Belagerung von Damaskus durch Kreuzfahrer während des Zweiten Kreuzzugs im Juli 1148 blieb erfolglos. 1154 ergab sich die Stadt Nur ad-Din, der Damaskus zur neuen Hauptstadt seines Reiches machte. Unter Nur ad-Din und Saladin gewann die Stadt erneut an Bedeutung, vor allem im Kampf gegen die Kreuzfahrerstaaten. Die Bevölkerungszahl wuchs und die Stadt dehnte sich über die alten Stadtmauern hinaus aus. Unter den beiden Herrschern und Saladins Nachfahren, den Ayyubiden, entstanden zahlreiche Bauten, die noch heute das Stadtbild mitprägen. Im 12. und 13. Jahrhundert gründeten vor den christlichen europäischen Kreuzrittern geflüchtete Palästinenser die nordöstliche Vorstadt Salahieh.
Die Mamluken, die seit 1250 von Ägypten aus über Damaskus herrschten, konnten die Stadt gegen die Mongolen 1260 halten. Unter ihrer Herrschaft gründeten Getreide- und Viehhändler aus Hauran südlich der Stadtmauer das Viertel Midan. Im Jahre 1401 wurde Damaskus von Truppen des Timur Lenk geplündert und zehntausende Bewohner getötet.

### Neuzeit

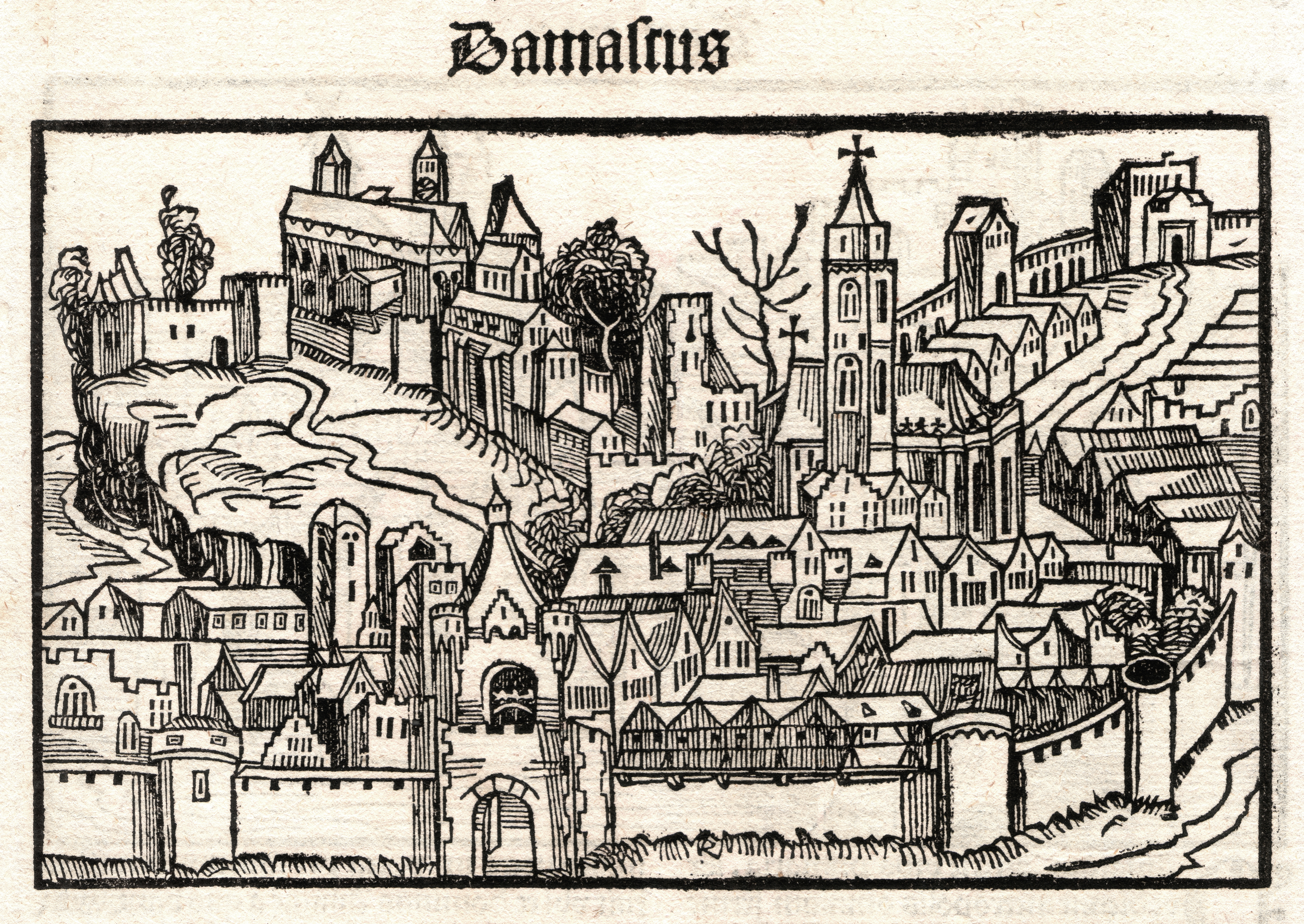
Damaskus, Holzschnitt von 1497

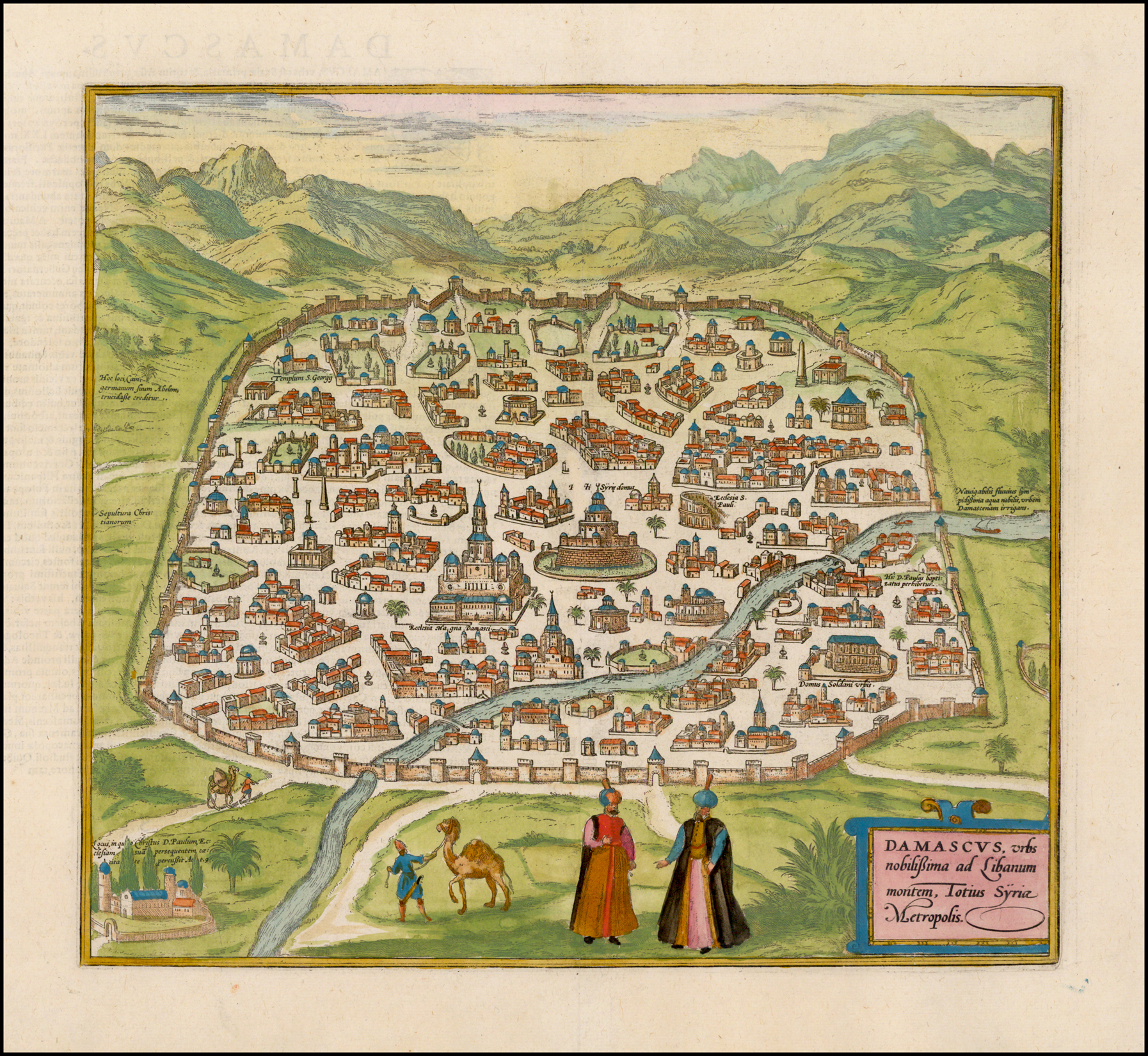
Damaskus, Darstellung von 1588

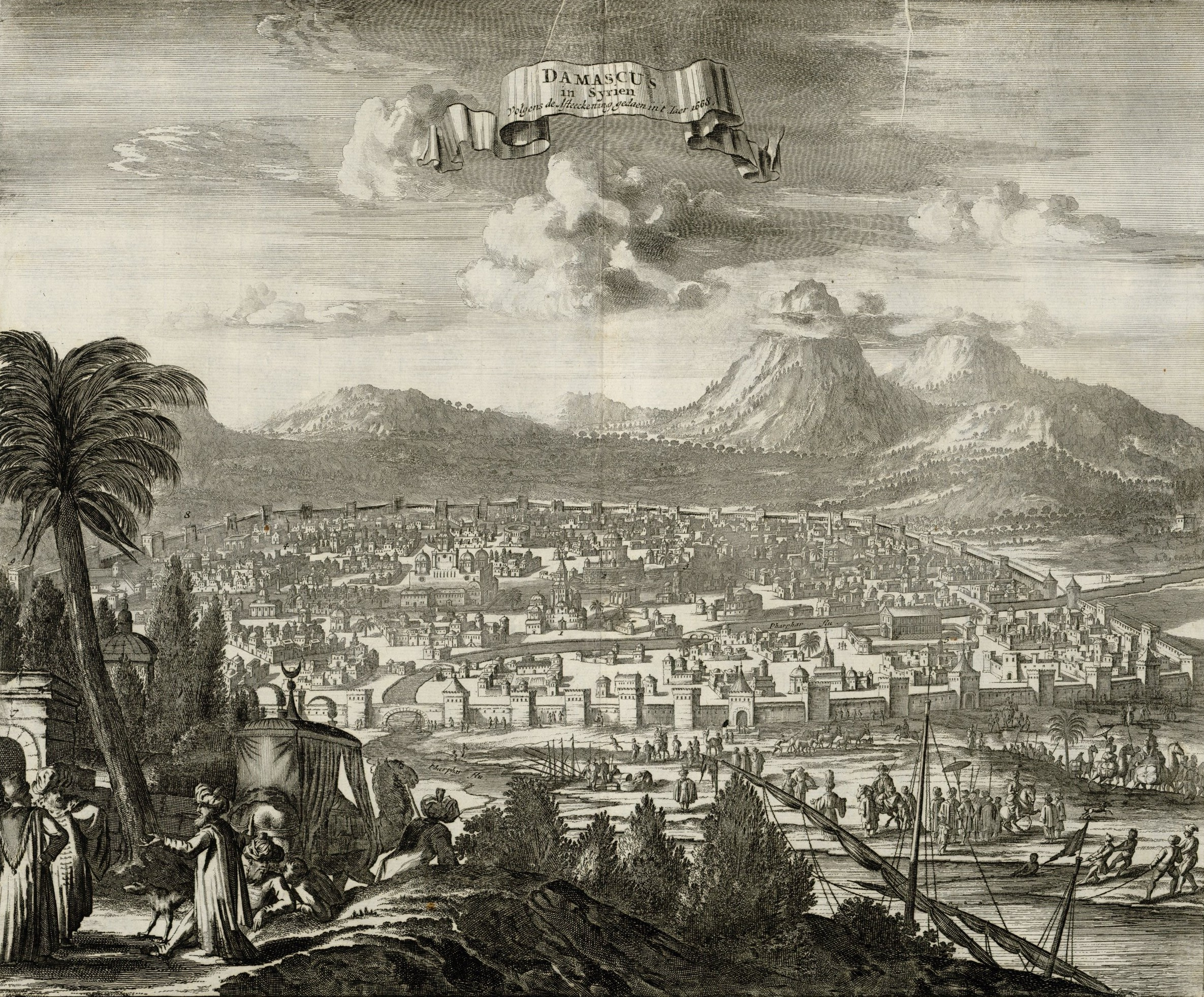
Ansicht von Damaskus, 1677

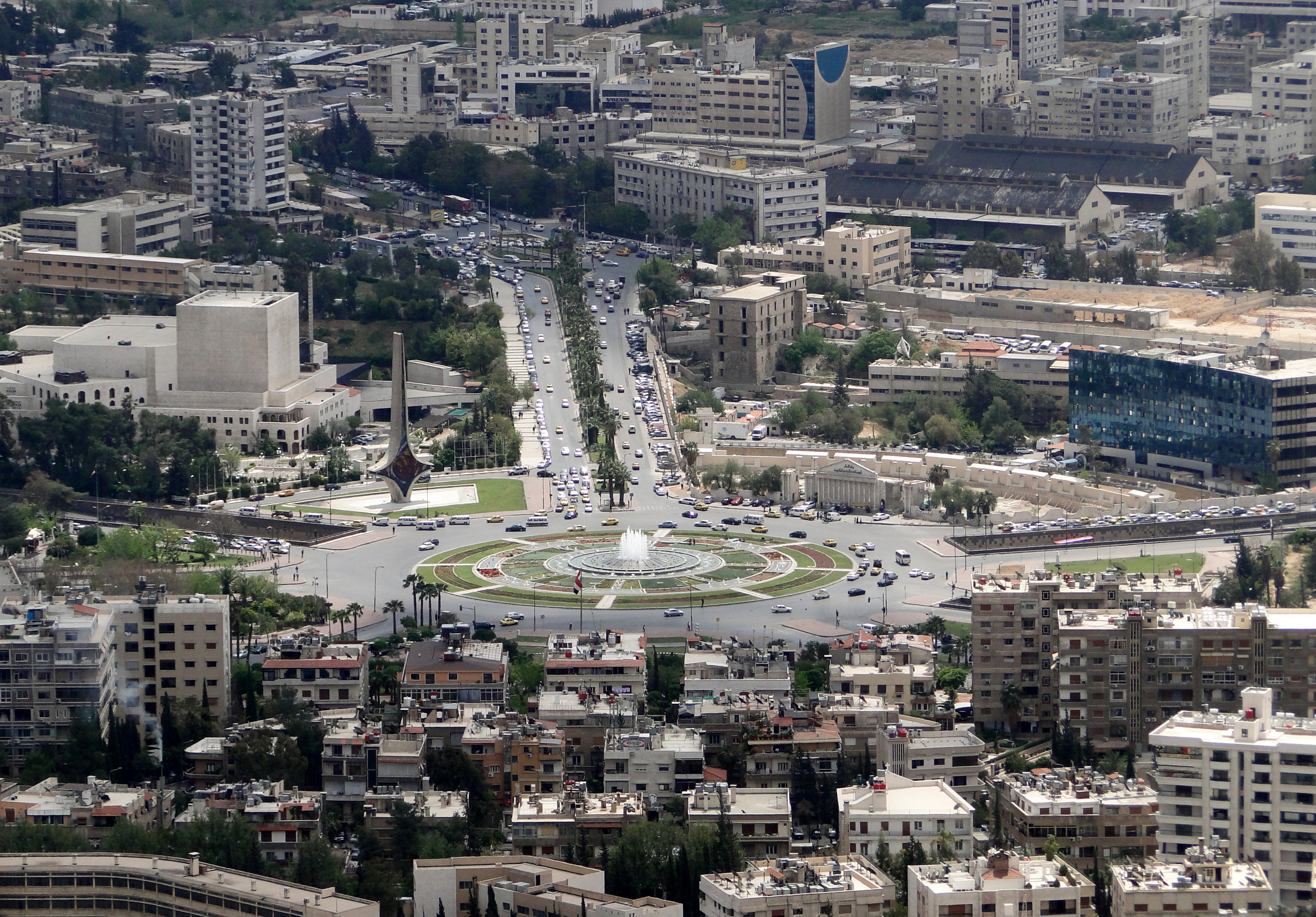
Umayyaden-Platz in Damaskus, 2010

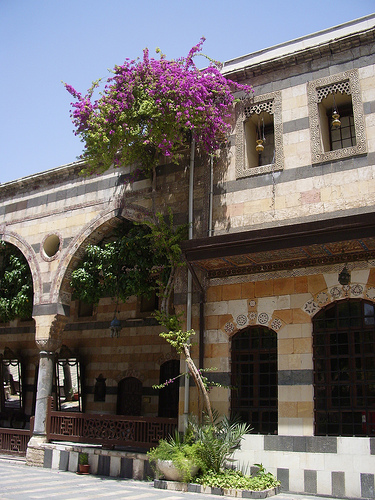
Haus in der Altstadt von Damaskus

Nach dem Zusammenbruch der mamelukischen Herrschaft fiel Syrien 1516 an die Osmanen, diese richteten ihre Verwaltung im Sarouja-Viertel ein. Als ein Ausgangspunkt der jährlichen Wallfahrten nach Mekka wurde Damaskus auch von den neuen Herrschern wirtschaftlich begünstigt und weiter ausgebaut.
Unter Muhammad Ali Pascha gelang den Ägyptern 1831 die Eroberung Syriens und Kilikiens. Es folgte eine Phase intensiver Reformen: Die Verwaltung wurde zentralisiert, die Wirtschaft gefördert, neue Schulen gegründet. Allerdings wurden die Ägypter nach einer Intervention europäischer Mächte 1840 gezwungen, Syrien wieder den Osmanen zu überlassen. Im Osmanischen Reich begann 1839 mit der Tanzimat eine intensive Reformtätigkeit, die auch Wirkungen auf Syrien hatte. 1840 ereignete sich die Damaskusaffäre, die eine wichtige Rolle bei der Entstehung des Zionismus spielte.
1860 kam es zum Bürgerkrieg im Libanongebirge. Bei Massakern wurden rund 20.000 Christen ermordet. Die osmanischen Machthaber vor Ort schritten zunächst nicht ein und entwaffneten sogar die Christen. Am 9. und 10. Juli 1860 drangen Mob und Soldaten in das christliche Viertel ein und überzogen die dortigen Bewohner mit Gewalt. Bei dem Blutbad sollen insgesamt mehr als 3000 nach andere Quellen mehr als 5000 Christen ermordet worden sein. Mehr als 1500 Häuser wurden zerstört, alle christliche Geschäfte wurden geplündert und mehr als 200 verbrannt; alle Kirchen, Klöster und christlichen Schulen wurden verwüstet, geplündert und viele angezündet. Der arabische Freiheitskämpfer Abd el-Kader nahm die Verfolgten in Schutz, wofür ihm später von Napoleon III. das Großkreuz der Ehrenlegion verliehen wurde.
Frankreich entsendete Truppen angeführt von General Charles de Beaufort d’Hautpoul zur Intervention. Gleichzeitig entsendete die Hohe Pforte Mehmed Fuad Pascha nach Damaskus. Fuad Pascha griff hart durch: er beendete die Übergriffe, entmachtete den Wālī von Damaskus, der zusammen mit weiteren Schuldigen von einem Tribunal zum Tode verurteilt wurde, setzte Kommissionen zur Klärung der Ansprüche der und Entschädigungen für die Christen ein. Als Charles de Beaufort mit seinem Expeditionskorps an der Libanesischen Küste landete, hatte Fuad Pascha als neuer Wālī von Damaskus die Stadt und die Provinz weitgehend unter seine Kontrolle gebracht. Die Gemeinde der Karäer floh 1860 nach Kairo.
Nach der Wiederherstellung des Friedens begann Fuad Pascha eine Modernisierung und Zentralisierung. Er baute die Telegrafen-Linie zwischen Damaskus und der osmanischen Hauptstadt Istanbul und vergab die Konzession zum Bau der Straße zwischen der Provinzstadt und der Hafenstadt Beirut. 1861 wurde Fuad Pascha zum Großwesir des Osmanischen Reiches ernannt; sein Schützling Mehmed Rashid Pasha wurde der neuer Wālī von Damaskus und führte weitere Reformen durch. Mit dem neuen Verwaltungsgesetz wurde Damaskus 1864 Zentrum des neugeschaffene Vilâyet Syriens und des gleichnamigen Sandschaks. Das Vilâyet sollte wie das Vilâyet Tuna als Reformbeispiel für andere Provinzen gelten und es wurden mehrere Modernisierungsreformen eingeleitet.
Nach 1887 entstand der Stadtteil al-Muhadschirin (dt. der Einwanderer), als sich in Folge des russisch-türkischen Krieges Flüchtlinge aus dem Balkan ansiedelten. Damaskus wurde gegen Ende des 19. Jahrhunderts zu einem Zentrum der ostarabischen Nationalbewegung.
1898 weilte der deutsche Kaiser Wilhelm II. auf seiner Palästinareise in Damaskus. Auf den prominenten Gast folgten weitere Touristen, worauf Dimitri Tarazi & Fils eine Filiale eröffnete. Zu dieser Zeit verfügte die Damaskus bereits über eine moderne Kanalisation und Straßenbahnen. 1909 wurde die Hedschasbahn in die heilige Stadt Medina eröffnet. Im Mai 1916 ließ Cemal Pascha arabische Nationalisten öffentlich hinrichten. Mit der Niederlage der Osmanen im Ersten Weltkrieg endete deren Herrschaft über Syrien. Am 30. September 1918 marschierten arabisch-britische Truppen in Damaskus ein.
Faisal I. erklärte sich im März 1920 zum Oberhaupt des kurzlebigen Königreichs Syrien, wurde aber wenig später von den Franzosen vertrieben. Auf der Konferenz von Sanremo wurden 1920 Syrien und Libanon vom Völkerbund unter französisches Mandat gestellt, mit Damaskus als Hauptstadt. Die Franzosen machten das Shaalan-Viertel zu ihrer bevorzugten Wohngegend. 1925 und 1926 war dieser Staat Damaskus Zentrum antifranzösischer Unruhen in Syrien, die mit militärischer Gewalt niedergeschlagen wurden.
Britische und französische Truppen befreiten Damaskus 1941 von der Herrschaft des Vichy-Regimes. 1946 verließen die letzten alliierten Truppen Damaskus. Im selben Jahr wurde es die Hauptstadt des unabhängigen Staates Syrien. Im Zuge des Nahostkonfliktes kam es 1949 zu einem Angriff auf die Menarscha-Synagoge. In den 1940er und 1950er Jahren entstanden die Stadtteile Abu Rummaneh und Malki, in denen die Elite und wohlhabende Bevölkerungsteile wohnten. Ab den 1950er Jahren wurden zahlreiche Hausbesitzer in der Altstadt enteignet, um Platz für die Errichtung repräsentativer Büro- und Regierungsgebäude im sowjetischen Stil zu schaffen. In dieser Zeit entstand die Revolutionsstraße, eine breite Verkehrsachse.
Durch den Palästinakrieg von 1948 flohen zahlreiche weitere Menschen nach Damaskus, so entstand das Flüchtlingslager Jarmuk am südlichen Stadtrand. 1967 brachte der Sechstagekrieg den Zuzug der Nazihin, die ihre Wohnorte auf den Golanhöhen hatten verlassen müssen. Zwischen 1960 und 1990 hat sich die Bevölkerungszahl von Damaskus etwa verdreifacht. Die Altstadt von Damaskus zählt seit 1979 zum Weltkulturerbe der UNESCO. Infolge des massiven Bevölkerungszuwachses der letzten Jahrzehnte, der Zunahme des Individualverkehrs und der damit verbundenen Tendenz zur Verslumung des im Wesentlichen nur für Fußgänger erschlossenen alten Zentrums droht die Einstufung auf der Roten Liste gefährdeter Kulturgüter. Die Stadt wuchs stark in das ländliche Umland der Ghuta. Die informell errichteten Behausungen mancher Damaszener befinden sich teils unmittelbar neben den geschlossenen Wohnanlagen der im Staatsdienst stehenden Mittelschicht. Rowda ist ein schon von den Franzosen bebauter Stadtteil mit einigem Prestige. Kafr Souseh, früher ein Gemüseanbaugebiet, ist der bevorzugte neue Stadtteil der Oberschicht.
Im Jahr 2000 begann von hier aus der Damaszener Frühling, in dem der Ruf nach demokratischen Reformen laut wurde und der sich schnell in andere Großstädte ausbreitete. Indes war Damaskus 2008 Kulturhauptstadt der Arabischen Welt. 2011 kam es bei einer Revolte auch in Damaskus zu Protesten der Bevölkerung. Ab Juli 2012 kam es auch zu gewaltsamen Zusammenstößen zwischen der Armee und bewaffneten Aufständischen, woraus sich der Bürgerkrieg in Syrien entwickelte, der bis heute andauert. Besonders viel Zulauf hatte der Protest zunächst in der nördlichen Stadtrandgemeinde Barzeh und in Quadsaya. In Damaskus herrschte zeitweise in nahezu jedem Stadtteil eine andere Miliz. Als Folge des Bürgerkriegs wurden die Stadtteile Darayya und Jobar fast völlig zerstört. Die Bevölkerung war bombardiert und ausgehungert worden. Während viele Damaszener aus der Stadt geflüchtet sind, wurde Damaskus gleichzeitig zu einem Zufluchtsort für andere Syrer, sodass die Stadt weiterhin stark ins Umland expandiert. Am 23. April 2016 brach ein Brand in einem Laden auf dem Asruniyeh-Markt aus, der an den Suq al-Hamidiya angrenzt. Dutzende weitere Läden der Altstadt wurden zerstört.
Im Bezirk Mezze starben am 20. Januar 2024  fünf iranische Agenten und einige Soldaten.
Anfang Dezember 2024 floh der Diktator Assad aus Damaskus. Seit dem 8. Dezember 2024 gilt das Assad-Regime als zusammengebrochen.

### Einwohnerentwicklung
Auf Grund der hohen Geburtenrate und der starken Landflucht ist die Bevölkerung von Damaskus besonders in der zweiten Hälfte des 20. Jahrhunderts sehr stark gewachsen. Lebten 1943 erst 286.000 Menschen in der Stadt, so waren es 1960 bereits eine halbe Million. Bis 1980 verdoppelte sich diese Zahl. 2010 hatte die Stadt 1,8 Millionen Einwohner. In der Agglomeration leben 2,8 Millionen Menschen (Stand 1. Januar 2010).
Die Bevölkerungsmehrheit in Damaskus bilden die Araber, die zweitgrößte Volksgruppe sind die Kurden, mit 300.000 Einwohnern. Neuere Schätzungen gehen von einer größeren Bevölkerungszahl der Kurden aus, da viele Flüchtlinge aus der Türkei und dem Irak kommen, aber nicht syrische Staatsbürger sind. Sie siedelten sich in der Hauptstadt an, weil sie dort auf Arbeit hoffen konnten. Der Großteil der Kurden lebt in den Stadtteilen Sallahiya und Harat Al-Akrad (das kurdische Viertel). Zu den weiteren ethnischen Minderheiten gehören die Armenier, die immer noch aramäisch sprechenden Aramäer (auch Assyrer oder Chaldo-Assyrer genannt), Griechen sowie Türken (Turkomanen). Auch zahlreiche palästinensische und aramäische Flüchtlinge aus dem Irak sowie Gastarbeiter aus benachbarten arabischen Ländern leben in Damaskus.
Die Einwohnerzahlen in der folgenden Übersicht beziehen sich auf die eigentliche Stadt ohne Vorortgürtel:

Einwohnerentwicklung 1900–2006

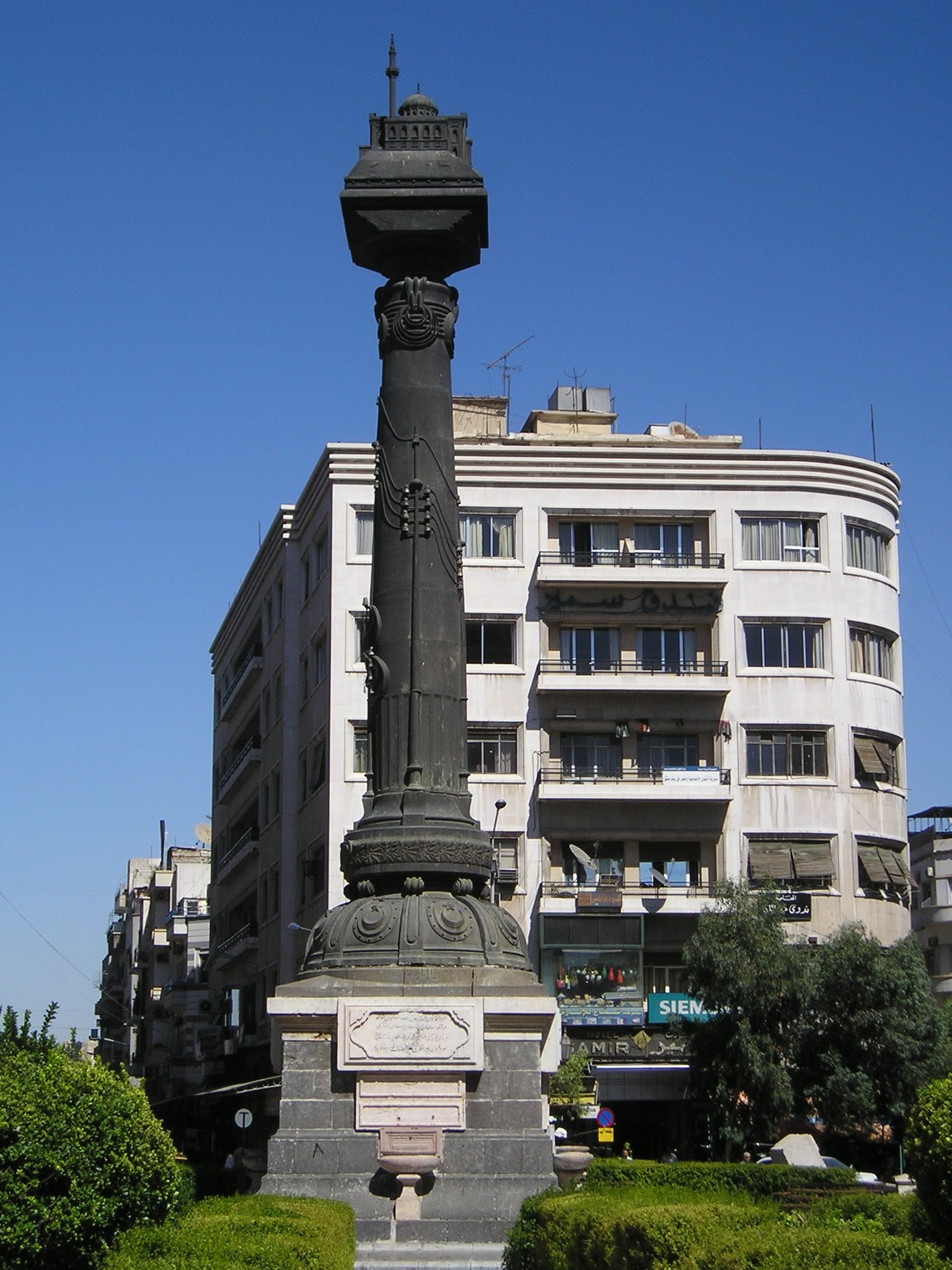
Das Telegrafendenkmal aus der osmanischen Zeit

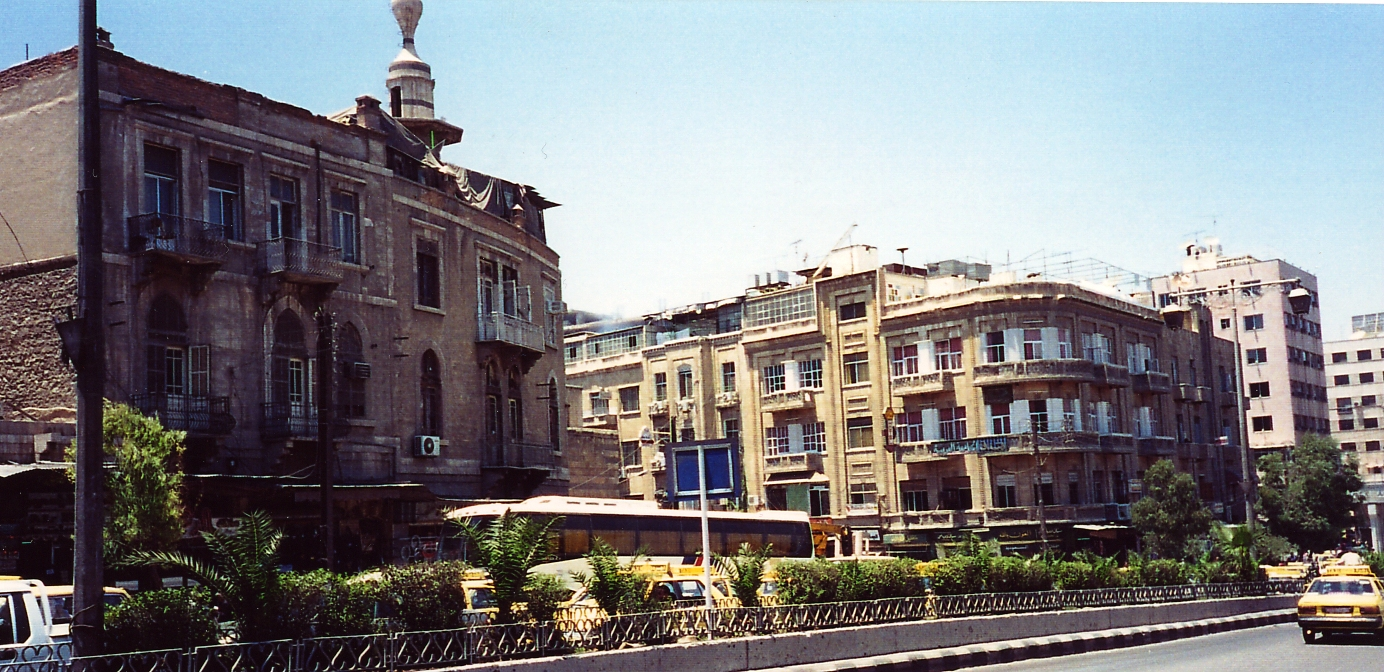
Historische Gebäude

| Jahr | Einwohner |
| ---- | --------- |
| 1900 | 140.500   |
| 1921 | 169.400   |
| 1935 | 193.900   |
| 1943 | 286.300   |
| 1959 | 475.400   |
| 1960 | 530.000   |
| 1964 | 563.000   |

| Jahr | Einwohner |
| ---- | --------- |
| 1966 | 789.800   |
| 1970 | 836.668   |
| 1981 | 1.112.214 |
| 1994 | 1.394.322 |
| 1998 | 1.431.821 |
| 2003 | 1.553.201 |
| 2010 | 1.834.741 |

## Politik

### Stadtregierung
Damaskus bildet ein eigenes Gouvernement und ist Hauptstadt des Gouvernements Rif Dimaschq (Umland von Damaskus). An der Spitze des Gouvernements steht der vom Präsident des Landes persönlich ernannte Gouverneur. Er besitzt den Rang eines Ministers und ist formal der Repräsentant der syrischen Regierung im Gouverneurat.
Die Politik auf kommunaler und lokaler Ebene wird in Damaskus im Wesentlichen vom Volksrat, mit zahlreichen Eingriffs- und Entscheidungsmöglichkeiten, ausgeübt. Er stellt das bedeutendste administrative Organ zur Planung und Koordinierung sowie Durchsetzung zentralstaatlicher Politik auf der lokalen Ebene dar.

### Städtepartnerschaften
Damaskus unterhält mit folgenden Städten Partnerschaften:
- Ankara, Türkei
- Denizli, Türkei
- Istanbul, Türkei
- Buenos Aires, Argentinien
- Dubai, Vereinigte Arabische Emirate
- Jerewan, Armenien
- Málaga, Spanien
- São Paulo, Brasilien

## Kultur und Sehenswürdigkeiten

### Religion

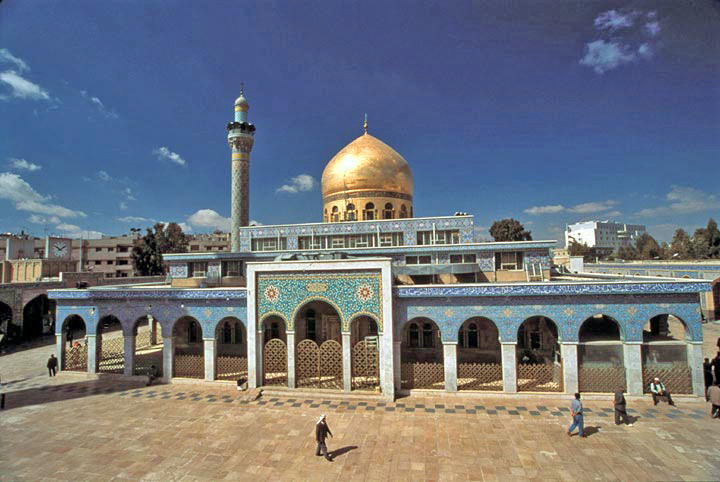
Der Schrein Zainab bint Alis in Saida Zaineb (dt. „Unsere liebe Frau von Zaineb“), errichtet über dem Grab der Zainab bint Alis, der Enkelin des Propheten Mohammed

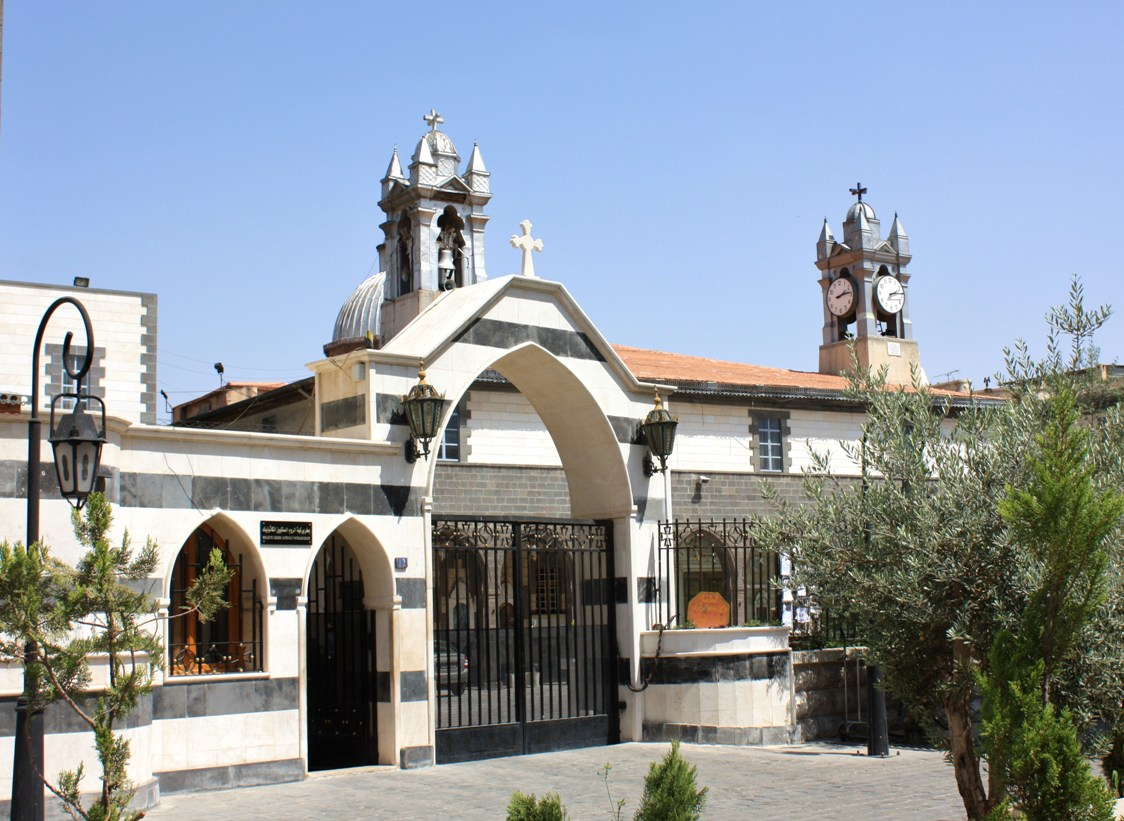
Melkitische griechisch-katholische Kathedrale der Entschlafung unserer Frau oder Al-Zeitoun-Kirche, nach dem Straßennamen Haret al-Zeitoun (dt. Olivengasse)

Etwa 75 Prozent der Bevölkerung von Damaskus sind sunnitische Muslime. Sechs Prozent der Einwohner sind Alawiten (Nusairier). Weitere vier Prozent verteilen sich auf Drusen, Schiiten, Ismailiten, Jesiden und Juden.
15 Prozent sind Christen verschiedener Konfessionen. Die Melkitischen Orthodoxen bilden die größte christliche Gemeinschaft. Andere bekennen sich zur Armenischen Apostolischen Kirche und der mit Rom unierten Syrisch-Katholischen und Griechisch-Katholischen Kirche sowie die Maroniten.
Auch Gläubige der Chaldäischen Kirche und der Assyrischen Kirche des Ostens, auch Apostolische Kirche des Ostens genannt, leben in der Hauptstadt. Daneben existieren noch verschiedene protestantische sowie römisch-katholische und syrisch-orthodoxe Gemeinden. Der Patriarchensitz der Syrisch-Orthodoxen Kirche befindet sich in der Georgskathedrale.
Obwohl es in der Geschichte von Damaskus ein paar Mal zu interkonfessionellen Auseinandersetzungen kam, wie beispielsweise 1860, ist das Zusammenleben vorwiegend friedlich geprägt.
Staatspräsident Baschar al-Assad hatte 2006 dem griechisch-orthodoxen Patriarchen von Antiochien, Ignatios Hazim, einen Weihnachtsbesuch abgestattet. Der Patriarch residiert in Damaskus. Es war der erste Weihnachtsbesuch eines syrischen Präsidenten beim Patriarchen seit der Unabhängigkeit des Landes im Jahre 1946.

### Museen
Das 1919 gegründete Nationalmuseum zeigt archäologische Funde und historische Zeugnisse. Zu sehen sind unter anderem Schriftstücke aus Ugarit aus dem 14. Jahrhundert v. Chr., mehr als 4000 Jahre alte Skulpturen aus Mari, Marmor- und Terrakottastatuen aus Palmyra, die Wandmalereien der Synagoge von Dura Europos aus dem 2. Jahrhundert n. Chr., Korane aus dem 13. Jahrhundert sowie Damaszener Waffen und alte chirurgische Instrumente.
Das unweit vom Nationalmuseum gelegene Armeemuseum beherbergt eine Sammlung Damaszener Waffen, Relikte und Ausrüstungsgegenstände des ersten und bislang einzigen syrischen Kosmonauten Muhammed Ahmed Faris, der 1987 mit Sojus TM-3 die Erde umkreiste, sowie eine Darstellung der Konflikte mit Israel aus syrischer Sicht.
Weitere Museen in der syrischen Hauptstadt sind das Museum für syrische Kunst und Volkstraditionen im Azim-Palast sowie das Museum „Oktober-Krieg-Panorama“. Letzteres zeigt ein Modell der Stadt Quneitra auf den Golanhöhen und einen Film, der die syrische Sicht des Konflikts über die Stadt dokumentiert.

### Bauwerke

Umayyaden-Moschee

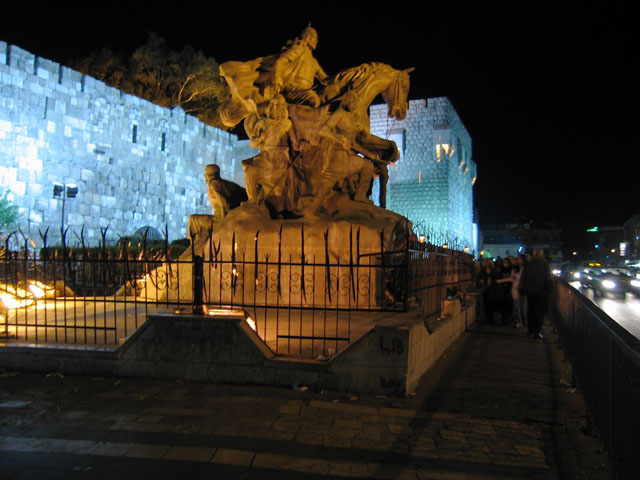
Damaskus-Zitadelle mit Saladinsdenkmal

Die Altstadt von Damaskus mit vielen Gassen ist eng und dicht bebaut. Typisch für die Damaszener Architektur der Altstadt sind Häuser mit einem Innenhof, zu dem sich alle Fenster und Türen hin öffnen. Um den – in den meisten Fällen vorhandenen – Springbrunnen stehen Zitronen- und Bitterorangenbäume.
Die Zitadelle von Damaskus ist eine fast komplett erhaltene ayyubidische Festung in der syrischen Hauptstadt. Eine Besonderheit der Verteidigungstechnik stellt das ayyubidische Nordtor dar. Es verfügte über zwei gegenüberliegende Außentore, die in die Torhalle führten. Durch ein im rechten Winkel von den Außentoren gelegenes zweites Tor und das dritte, alte seldschukische Tor gelangte man in die Zitadelle. An die Torhalle schloss sich ein Saalbau an. Dieser diente als Aufmarschraum für militärische Abteilungen zur Durchführung von Ausfällen bei einer Belagerung. Die Einheit von Torhalle und Saalbau ist im Burgenbau der Region eine typologische Besonderheit. Das Osttor hat eine ähnliche, wenn auch kleinere Einrichtung.
Vom römischen Jupitertempel, dessen einstiger Innenbezirk heute von der Umayyaden-Moschee eingenommen wird, sind Reste insbesondere zwischen dem Suq al-Hamidiya im Westen und der Umayyaden-Moschee im Osten erhalten. Hierbei handelt es sich um das Westtor des Tempels und eine in West-Ost-Richtung verlaufende Säulenhalle.
Bauwerke des Islam
Die Altstadt von Damaskus ist seit 1979 UNESCO-Weltkulturerbe. Sie wird von Ost nach West von der Via recta geteilt, die allerdings nicht ganz schnurgerade ist, sondern einen leichten Knick aufweist. Im Nordwesten der Altstadt liegt die Umayyaden-Moschee, das wichtigste Gotteshaus der Stadt. Rund um die Moschee finden sich die berühmten Suqs der Stadt, vor allem der überdachte Suq al-Hamidiya. Als Ausgleich für die Umwandlung der Johannes-der-Täufer-Kirche in die Umayyaden-Moschee wurde 706 die Mariamitische Kathedrale von Damaskus aus dem 2. Jahrhundert, die zuvor ebenfalls in eine Moschee umgewandelt wurde, den Christen zurückgegeben. Die Synagoge im ehemals jüdischen Stadtteil Dschobar wurde 2014 zerstört.
Außerdem findet man in der Altstadt viele Hamams. Hierbei ist vor allem das Hamam Nur-ed-Din zu nennen. Sehenswert ist auch der Chan As'ad Pascha, eine Karawanserei, die vom osmanischen Gouverneur Asad Pascha al-Azim errichtet wurde, der auch den Azim-Palast, eine weitere Sehenswürdigkeit, erbauen ließ.
Zehn Kilometer südlich des Zentrums befindet sich die 1979 erbaute Sayyida-Zainab-Moschee; Sayyida Zainab war die Enkeltochter Mohammeds und ist hier beerdigt. Für schiitische Muslime ist die in iranischer Tradition erbaute Grabstätte und Moschee ein wichtiges Pilgerziel.
Bauwerk des Christentums
Im Nordosten der Altstadt liegt hinter dem Thomas-Tor Bāb Tūmā und dem Osttor Bab Scharqi das jahrhundertealte Christenviertel mit vielen alten Kirchen. Die Ananias-Kirche wurde der Überlieferung nach im Haus des biblischen Hananias errichtet, der dem Paulus seine Hand auflegte, so dass dieser sein Augenlicht zurückerhielt. Die Kirche liegt rund sechs Meter tief in der Erde und ist einer der ältesten christlichen Sakralbauten. Erwähnenswert ist auch die in den 1930er Jahren in der Ruine des Stadttors Bab Kisan erbaute Kapelle des Heiligen Paulus. Nach der Bibel wurde der Apostel dort von seinen Anhängern in einem Korb von der Stadtmauer herabgelassen, damit er vor seinen Verfolgern fliehen konnte. Um das Jahr 200 errichtet worden sein soll die Marienkirche nahe dem römischen Triumphbogen, die bereits jahrhundertelang als Mariamitische Kathedrale der griechisch-orthodoxen Kirche dient. Aus dem 15. Jahrhundert stammt die Sankt-Sarkis-Kathedrale der Armenischen Apostolischen Kirche am Bab Scharqi. Viele Kirchen stammen aus dem 19. Jahrhundert, als durch die Tanzimat-Reformen im Osmanischen Reich der Neubau von Kirchen erlaubt wurde. Eine von diesen ist die al-Zeitoun-Kirche, Kathedrale der melkitischen griechisch-katholische Kirche. In dieser Zeit entstand auch die griechisch-orthodoxe Kirche des Heiligen Johannes von Damaskus.

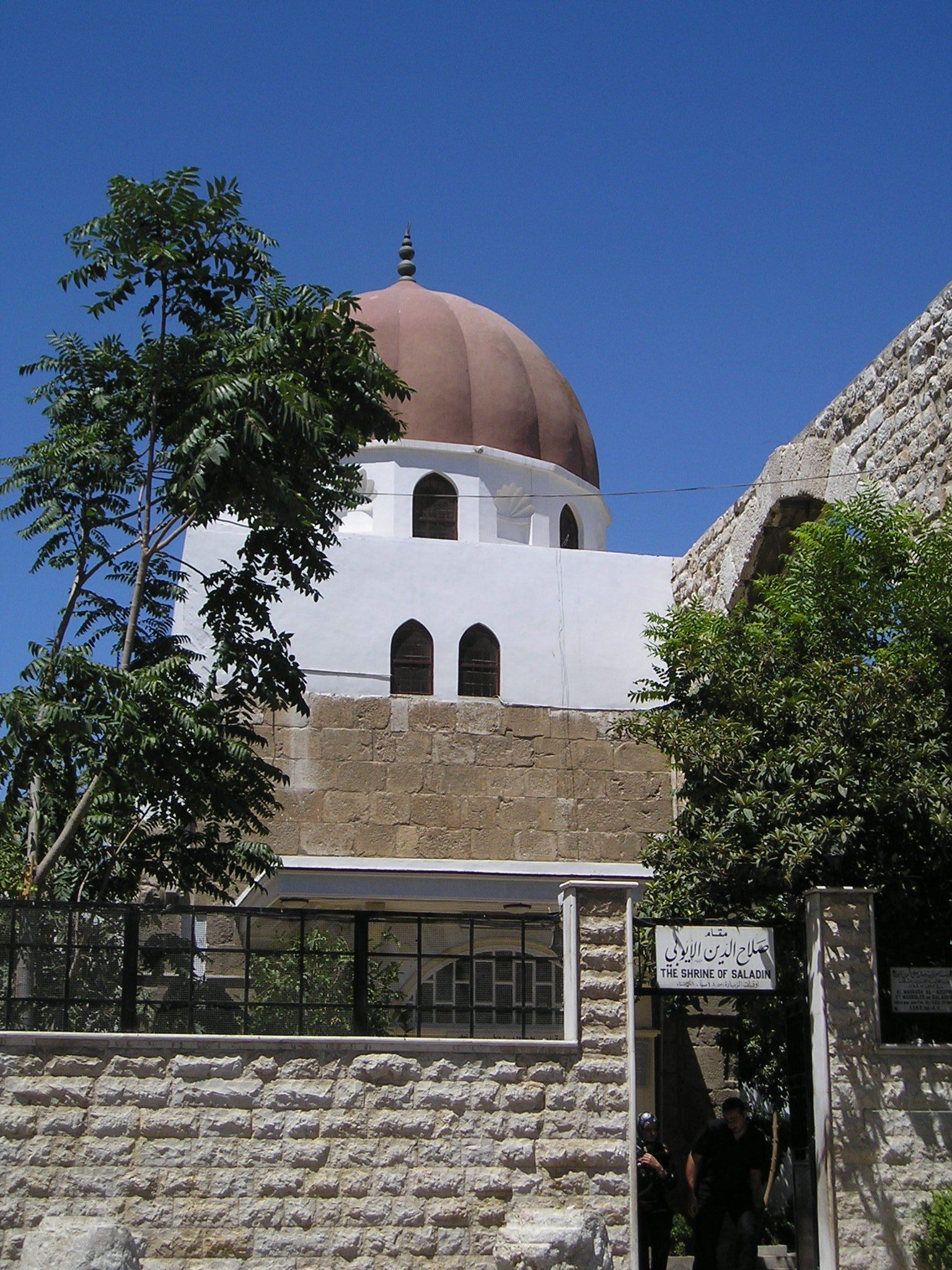
Saladin-Mausoleum

### Parks
Der Tischrin (Tishreen) Park ist einer der größten öffentlichen Parks in Damaskus. Innerhalb des Parks gibt es Themengärten, die beispielsweise die Zitadelle von Aleppo zeigen, der islamischen Kulturhauptstadt 2006. Im Sommer werden im Park öffentliche Konzerte abgehalten. Jährlich zwischen dem 15. und 30. Juni wird das Internationale Blumenfestival veranstaltet.
Erwähnenswert ist auch die Parkanlage mit dem Saladin-Mausolem. Das Marmorgrab von Sultan Saladin stiftete der deutsche Kaiser Wilhelm II. im Jahre 1898. Den 1193 hergestellten Holzsarkophag im Mausoleum schmücken eine kufische Inschrift und zahlreiche Schnitzereien. Das Grab mit der roten Kuppel und dem umgebenden Garten befindet sich außerhalb der nördlichen Mauer der Omayyaden-Moschee.
Dschabal Qāsiyūn (1150 Meter) ist der Hausberg von Damaskus. Die dort liegenden Restaurants bieten eine gute Aussicht über die Stadt.

### Sport
Aus Damaskus spielen vier Fußballmannschaften in der ersten Liga des Landes. Al-Dschaisch ist mit elf nationalen Titeln der erfolgreichste Verein. Heimstätte ist das 10.000 Zuschauer fassende Stadion al-Fiha. Einmal Landesmeister wurde die im Abassidenstadion (Kapazität für 45.000 Personen) spielende Mannschaft al-Wahda. Erfolgreichste Sparte des Vereins ist die Frauen-Basketballmannschaft. Außerdem gibt es noch Mannschaften von Männern sowie von Frauen im Kampfsport und Handball. Bisher ohne nationalen Titel ist der Fußballverein Al-Madschd. Er trägt seine Heimspiele ebenfalls im Abassidenstadion aus. Neu in der ersten Fußball-Liga in der Saison 2006/2007 ist Al Shorta.
In Damaskus geboren ist der US-amerikanische Schachmeister Yasser Seirawan. Er gewann in den 1980er Jahren eine Vielzahl von Turnieren, darunter zwei Mal (1983 und 1987) das bedeutende Open-Turnier von Lugano und das New-York-Open (1985 und 1987). 1990 siegte er in Haninge vor dem Ex-Weltmeister Anatoli Karpow. Auf der Schacholympiade in Dubai 1986 besiegte er den damals amtierenden Weltmeister Garri Kasparow.

### Einkaufen

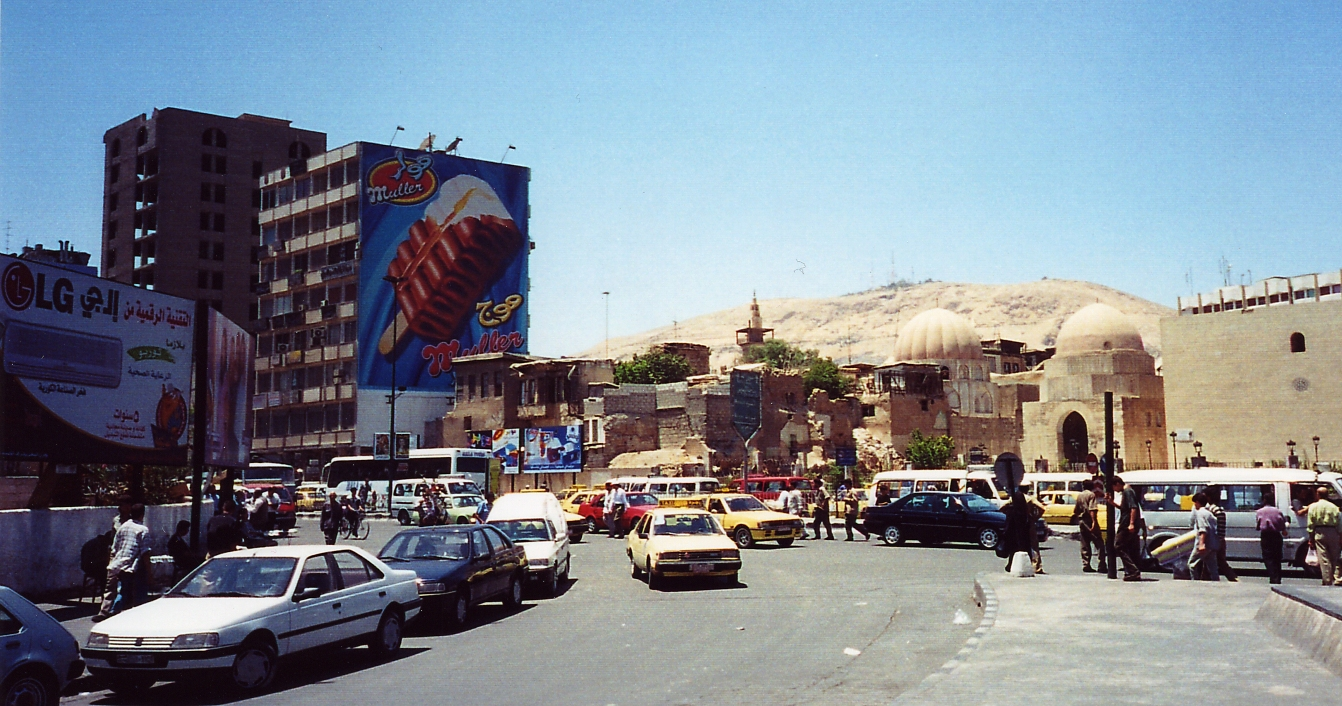
Stadtzentrum

Einer der bekanntesten Märkte der Hauptstadt ist Suq al-Bzourieh. Dort kann man seit dem 12. Jahrhundert Obst, Gemüse, Kräuter, Gewürze und Süßwaren kaufen. Nahe der Umayyaden-Moschee befindet sich der Suq al-Hamidiyya. Das Angebot in den Läden der überdachten Straßen reicht von Lederwaren über Silber bis zu Textilien.
Ebenfalls in der Nähe der Umayyaden-Moschee steht seit 1553 der Souq al-Harir. Auf dem unter der Regierung von Shamsi Ahmed Pasha (1552–1555) angelegten Markt kann man zahlreiche Waren, vom Parfüm bis hin zu Textilien, erwerben. Im Zentrum des Marktes steht auch das al-Qishani, eines der vielen öffentlichen Bäder von Damaskus.
Der nahe dem Stadttor Bab al-Dschabiya gelegene Suq ist nach dem osmanischen Gouverneur Ali Haydar Midhat Pasha benannt und wurde im ersten Jahr von dessen Herrschaft (1878–1879) fertiggestellt. Ebenfalls in der Nähe des Stadttores befindet sich die im 16. Jahrhundert erbaute, osmanische Sinan-Pascha-Moschee. In einer Nebenstraße des Souq Midhat Pasha steht das im 19. Jahrhundert errichtete Maktab-Anbar-Haus. Das Angebot der Händler des Souq al-Saghah erstreckt sich auf vorwiegend handgefertigten Schmuck aus Gold, Silber, Perlen und Diamanten.
Nahe dem Flughafen wurde 2008 das Bawabe Dimashq eröffnet. Es ist mit 6012 Plätzen das größte Lokal der Welt. (Davor war in Thailand mit 5000 Plätzen das größte Lokal). Es serviert vorwiegend arabische Speisen.

## Wirtschaft

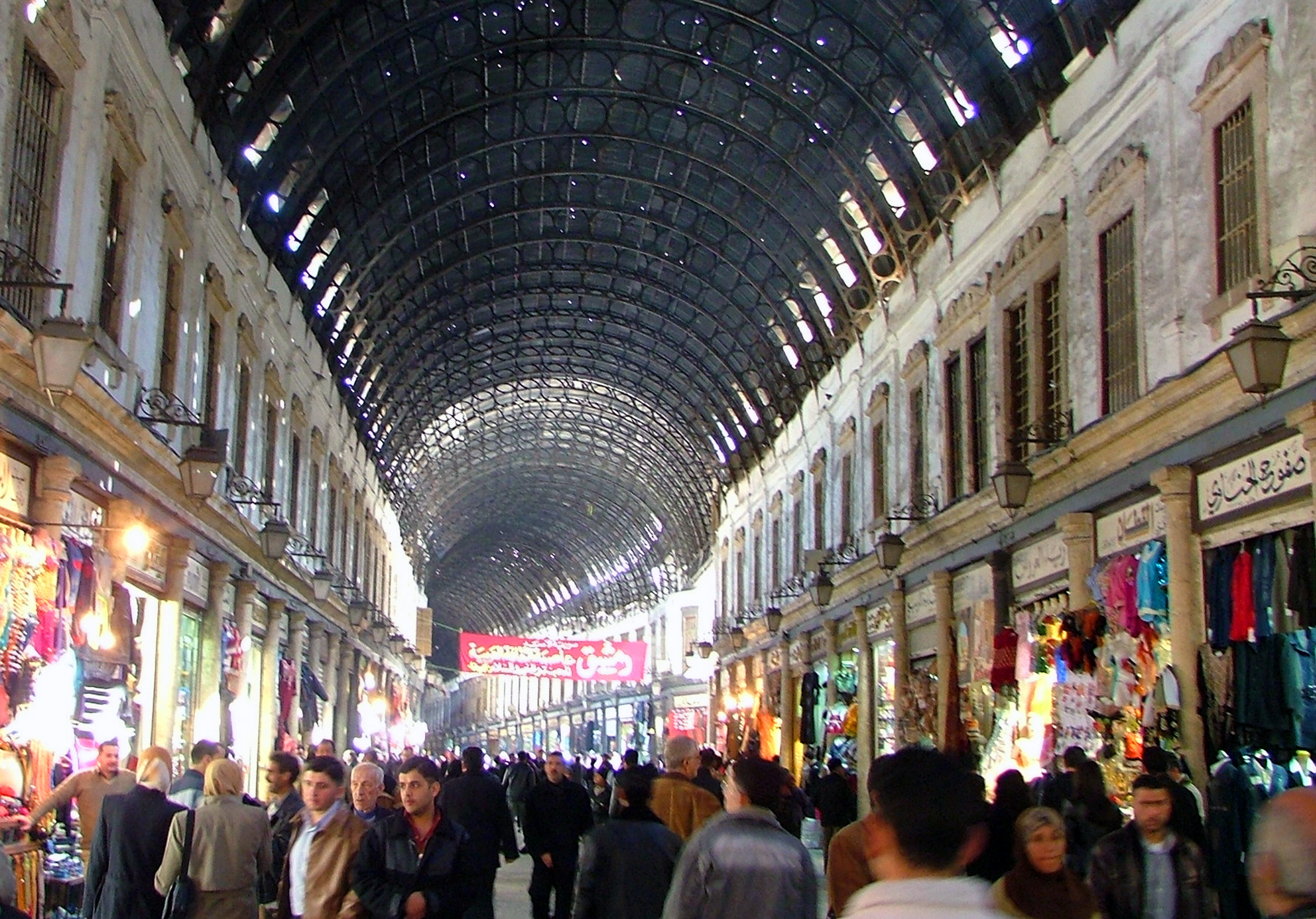
Al-Hamidiyah Suq ist der größte und zentralste Suq in Damaskus

Begünstigt durch ihre geografische Lage ist Damaskus zu einem Umschlagplatz für den Handel zwischen Ostasien und dem Mittelmeerraum. Der bekannteste und zentralste überdachte Basar von Damaskus, ist der Suq al-Hamidiya, benannt nach dem osmanischen Sultan Abdülhamid II. Innerhalb der alten Stadtmauer neben der Zitadelle gelegen, beginnt er in der Al-Thawra-Straße und endet am Platz der Großen Umayyaden-Moschee, die auf eine frühchristliche Johannesbasilika und dem hellenistischen bzw. römischen Kultbezirk für Zeus/Jupiter beruht. An dessen Ort mehrere Jahrhunderte zuvor bereits der Tempelbezirk für Hadad gestanden hatte, dem Hauptgott von Damaskus. Die Blechdächer über Medhat Pasha und dem Suq Al-Hamidiyeh stammen aus der Zeit der osmanischen Renovierung der Hauptsuqs im 19. Jahrhundert. Während des Aufstands gegen die französische Besatzung wurden die Suqs der Stadt von Flugzeugen der französischen Luftwaffe beschossen. Die Einschusslöcher sind seit fast hundert Jahren erhalten.
Damaskus ist ein wichtiges Handelszentrum für Feigen, Mandeln und andere Früchte aus der Umgebung. In der Hauptstadt werden Textilien, Gold- und Silberwaren, Lederwaren sowie Einlegearbeiten in Holz-, Messing- und Kupferwaren hergestellt. Des Weiteren ist Damaskus ein Zentrum der Bekleidungs-, Nahrungsmittel- und Druckindustrie.
Die Wirtschaft der Stadt befindet sich in einem Strukturwandel und Umbau zu einer funktionierenden Marktwirtschaft. Diese soll mit jährlichen Privatinvestitionen, Zusatzeinnahmen aus dem Ölexport und Investitionen aus dem Ausland finanziert werden.
Die Wirtschaftspolitiker sehen in den nächsten Jahren die beste Gelegenheit für Strukturänderungen. Zu den weitreichenden Veränderungen gehört unter anderem die Privatisierung, der Abbau von Monopolen, Deregulierung wichtiger Sektoren und die Reduzierung des öffentlichen Sektors.

### Finanzwirtschaft
Auch die nationale Wertpapierbörse - die Damascus Securities Exchange befindet sich seit 2009 in der Hauptstadt.

### Infrastruktur
Probleme bereiten die unzureichende Infrastruktur und die, bedingt durch die Landflucht, außerordentlich große Wohnungsnot. In der Industrie, die sich in der Agglomeration Damaskus konzentriert, bestehen nur unzureichende Entsorgungs- und Reinigungskapazitäten für Abwasser, Abgas und Abfälle. Zu den zahlreichen Infektionserkrankungen, die durch unzureichende hygienische Bedingungen verbreitet werden, kommen so Atemwegs- und Hauterkrankungen aufgrund der giftigen Emissionen der zahlreichen Industriebetriebe und des Autoverkehrs. Besonders im Winter verschmutzen die privaten Haushalte die Luft mit zahlreichen Dieselöfen. Durch das schlecht gereinigte Dieselöl wird die Luft mit Sulfaten belastet.

## Verkehr

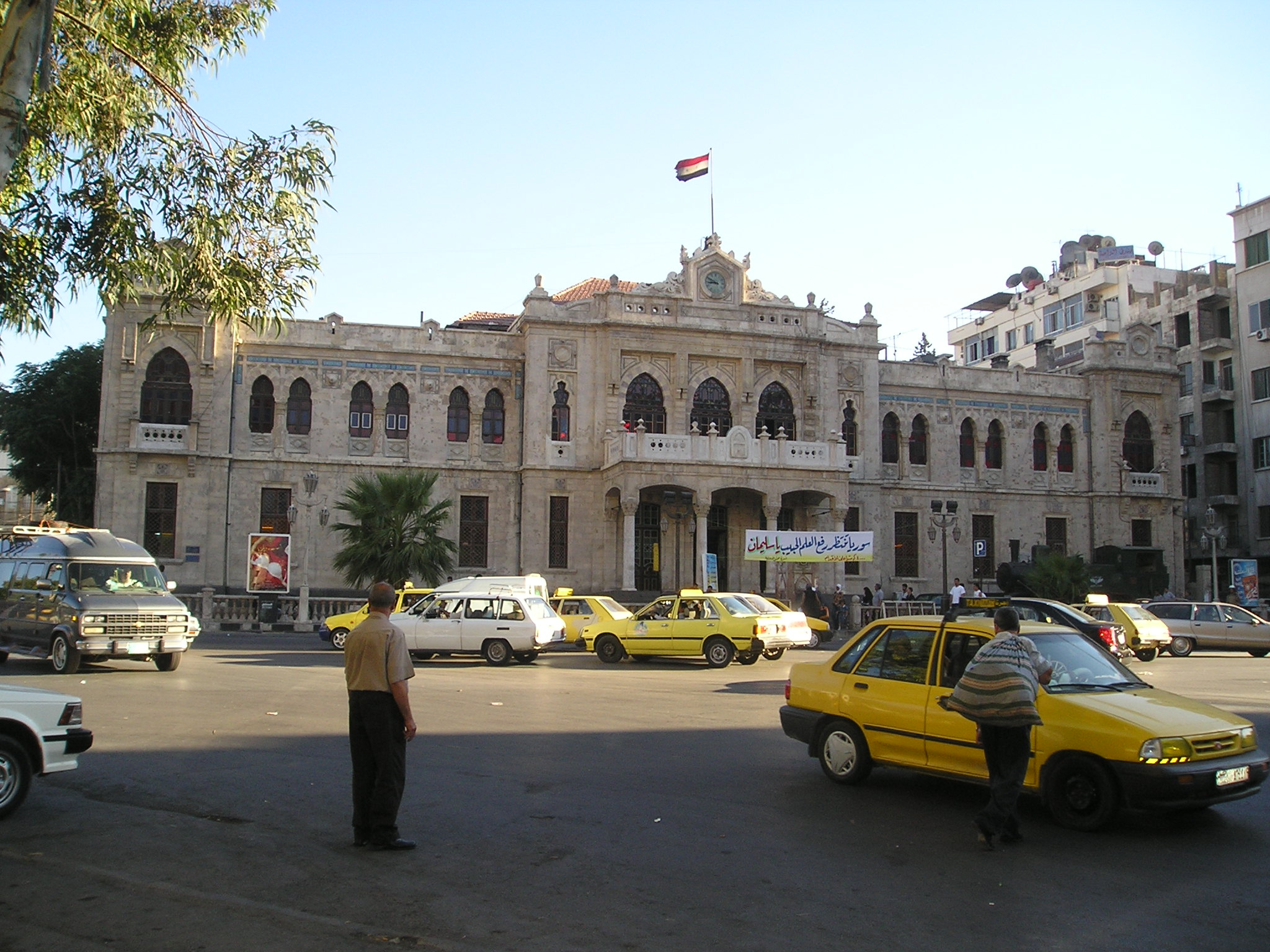
Hedschas-Bahnhof

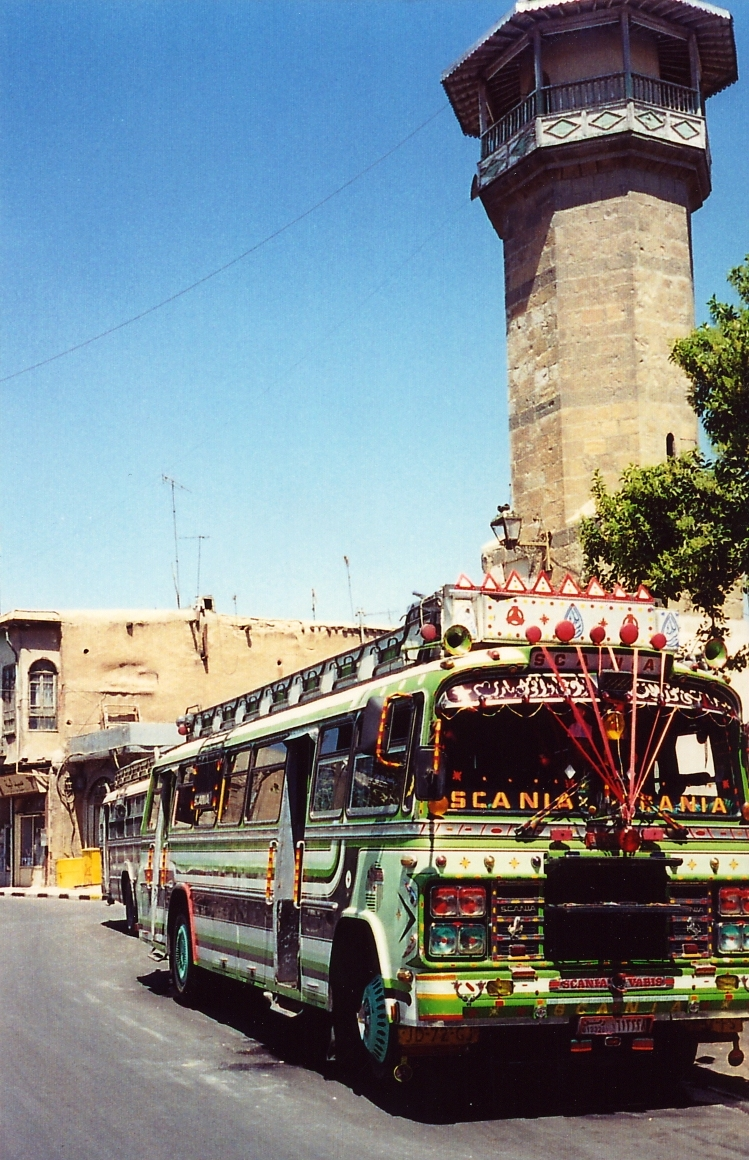
Omnibus

### Flughafen
Die Hauptstadt besitzt mit dem Flughafen Damaskus einen internationalen Flughafen. Die syrische Fluggesellschaft Syrian Arab Airlines mit Sitz in Damaskus fliegt nationale und internationale Ziele in Afrika und Asien an, aufgrund von Sanktionen der Europäischen Union wegen des Bürgerkriegs seit 2012 jedoch keine Ziele mehr in Europa.

### Eisenbahn

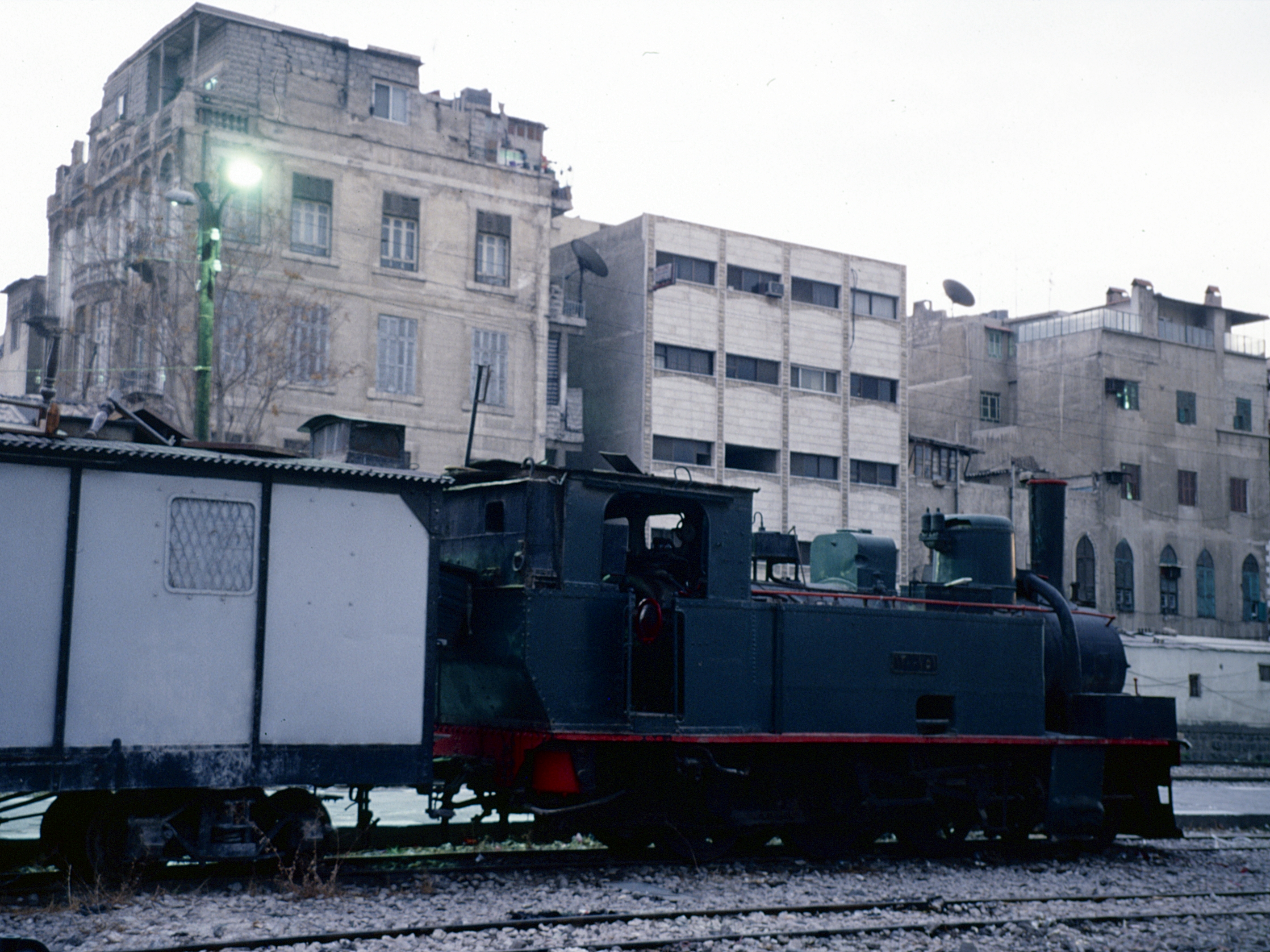
Hedschasbahn in Damaskus

Durch eine Zweigstrecke wurde die Stadt 1983 an das Normalspurnetz der Eisenbahn angeschlossen. Die Bahnlinie ist eingleisig und nicht elektrifiziert. Die Strecke zwischen Damaskus und Aleppo wurde vor Beginn des Bürgerkrieges völlig überholt und von modernen Zügen etwa viermal täglich je Richtung befahren (Fahrzeit min. 4 Stunden). Für die Zukunft war ein neuer unterirdischer Hauptbahnhof geplant. Im Vorgriff darauf wurde der Hedschas-Bahnhof (Kopfbahnhof) Damaskus-Kanawat geschlossen und die Gleise demontiert. Derzeit einziger Bahnhof ist das Betriebswerk Kadem etwa fünf Kilometer südlich. Zukünftig sollte der im Norden der Stadt geplante Al Kaboun-Bahnhof als neuer Hauptbahnhof fungieren. Dieser hätte direkt an den zentralen Fernbusbahnhof gebaut werden sollen, an welchem heute schon alle Busse Richtung Nord-, West- und Ostsyrien starten. Ebenso sollte der neue Hauptbahnhof Umsteigemöglichkeiten zu der zukünftigen grünen U-Bahn-Linie ermöglichen.

### ÖPNV und Straßenverkehr
Am 7. Februar 1907 eröffnete in der osmanischen Zeit die elektrische Straßenbahn ihren Betrieb. Das Netz hatte eine Länge von zehn Kilometern mit sechs Linien, einschließlich einer Überlandlinie nach Duma im Gouvernement Rif Dimaschq. Die Spurweite betrug 1050 Millimeter. Im Jahre 1967 wurde der Verkehr eingestellt.
Die inneren Straßen der Hauptstadt sind in teilweise schlechtem Zustand und in der Stadt existiert kein leistungsfähiges öffentliches Verkehrssystem mit hoher Kapazität, wie eine U-Bahn, Stadtbahn oder Straßenbahn, das die Straße entlasten würde. Der öffentliche Nahverkehr wird von dieselgetriebenen Omnibussen bewältigt, die sich die Fahrspuren mit dem Individualverkehr teilen müssen. Etwas besser stellt sich die Situation für den wachsenden Individualverkehr am westlichen Stadtrand und mit den in neuerer Zeit gebauten Schnellstraßen in die modernen Satellitensiedlungen in den nordwestlichen Bergen dar. Aktuell gibt es Planungen für ein U-Bahn-Netz mit vier Linien. Die erste Linie (Metro Green Line) sollte bis zum Jahr 2016 mit insgesamt 16 Stationen erstellt werden (Bauzeit 2012 bis 2016). Im Jahr 2010/2011 hätte die Ausschreibung erfolgen sollen.

## Bildungswesen

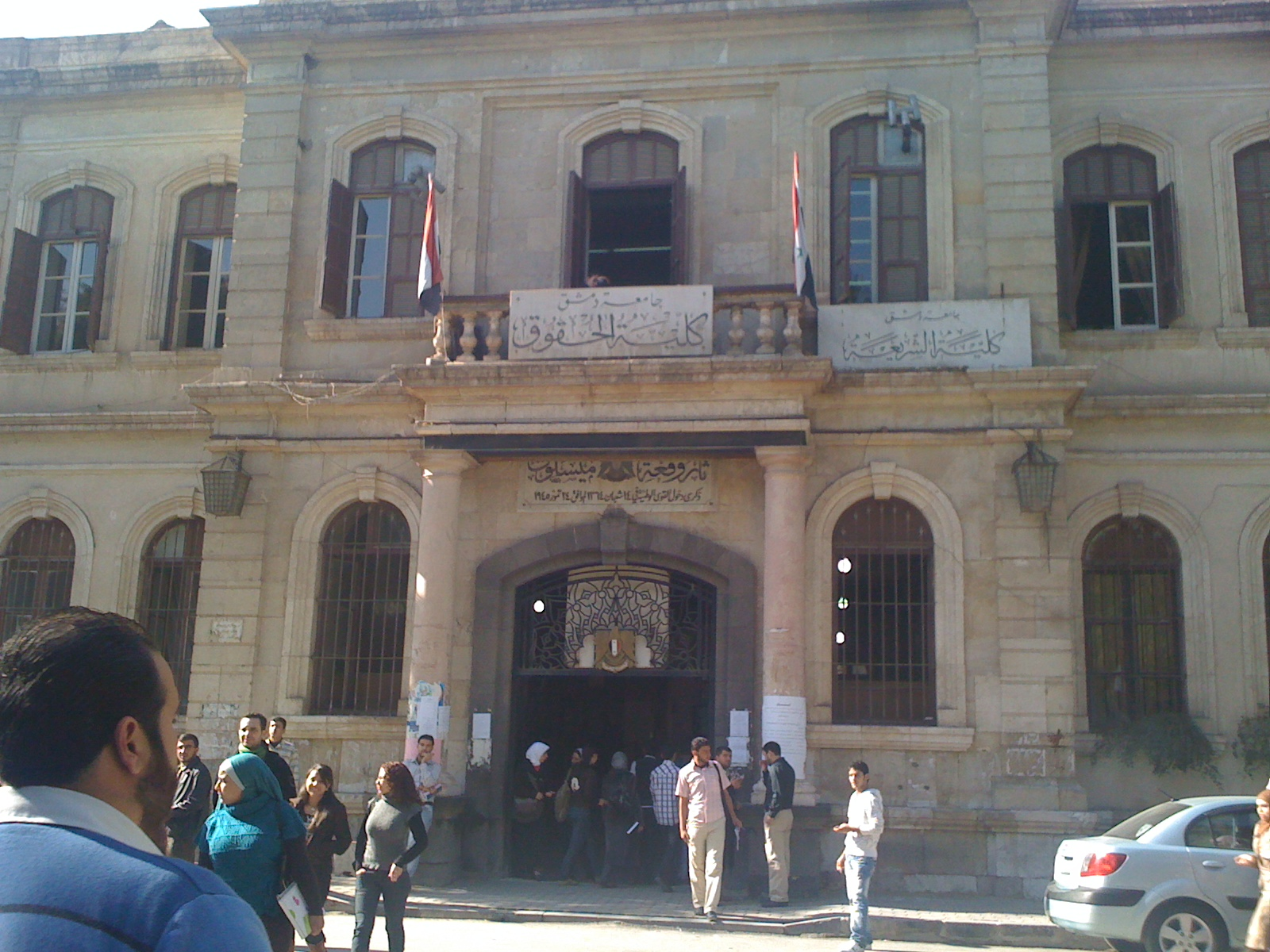
Universität Damaskus, Eingang der Juristischen Fakultät

Die Hauptstadt ist Sitz einer Universität, mehrerer Hochschulen, Forschungsinstitute und Bibliotheken. Die Universität Damaskus ist eine staatliche Universität und mit über 85.000 Studenten und 2.000 wissenschaftlichen Mitarbeitern die größte von vier Universitäten in Syrien. Sie ist 1923 durch den Zusammenschluss einer Medizin- (gegründet 1903) und einer Rechtsschule (gegründet 1913) entstanden und damit auch die älteste Universität des Landes. Bis zur Gründung der Universität Aleppo im Jahre 1958 wurde die Hochschule als Syrische Universität bezeichnet. Heute gliedert sie sich in 15 Fakultäten.
Damaskus ist außerdem Sitz des „Zentrums für historische Dokumente“ (markaz al-waṯāʾiq at-taʾrīḫīya), das als syrisches Nationalarchiv fungiert, sowie der „Akademie der arabischen Sprache“ (maǧmaʿ al-luġa al-ʿarabīya).

## Sonstiges
Die Einwohner der Stadt werden Damaszener genannt. In arabischen Ländern (und in der Türkei) wird das Wort „asch-Schām“ („die Nördliche“) für Damaskus verwendet (Dimaschq liest man in der Zeitung und hört man in den Nachrichten, im Alltagsleben kommt das Wort Dimaschq so gut wie nie vor). Die vier Länder Syrien, Libanon, Jordanien und Palästina werden „Bilād el Schām“ (بلاد الشام) genannt (Länder der Schām/des Nordens). Die Stadt gab den Stoffarten Damast und Damassé sowie der Zwetschge (über ital. damascino) den Namen. Und dem Damaszener Stahl, der wird in einer Schmiedetechnik hergestellt, das Damaszenieren. Eine Schmiedetechnik entstanden in Indien/Pakistan, die vor allem in Persien gepflegt wurde. Durch abwechselnde Lagen kohlenstoffreichen und kohlenstoffarmen Stahls sind Damaszenerklingen besonders elastisch und scharf. Gleichzeitig ergibt sich ein Bänder-Muster, das an den Stoff erinnert.

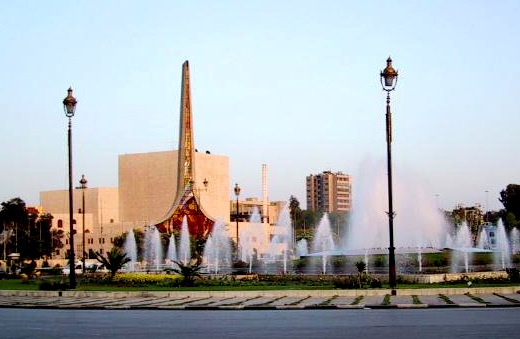
Das Damaszener-Schwert-Denkmal auf dem Umayyaden-Platz, ein Symbol der Internationalen Messe von Damaskus und der traditionellen Schwertindustrie der Stadt

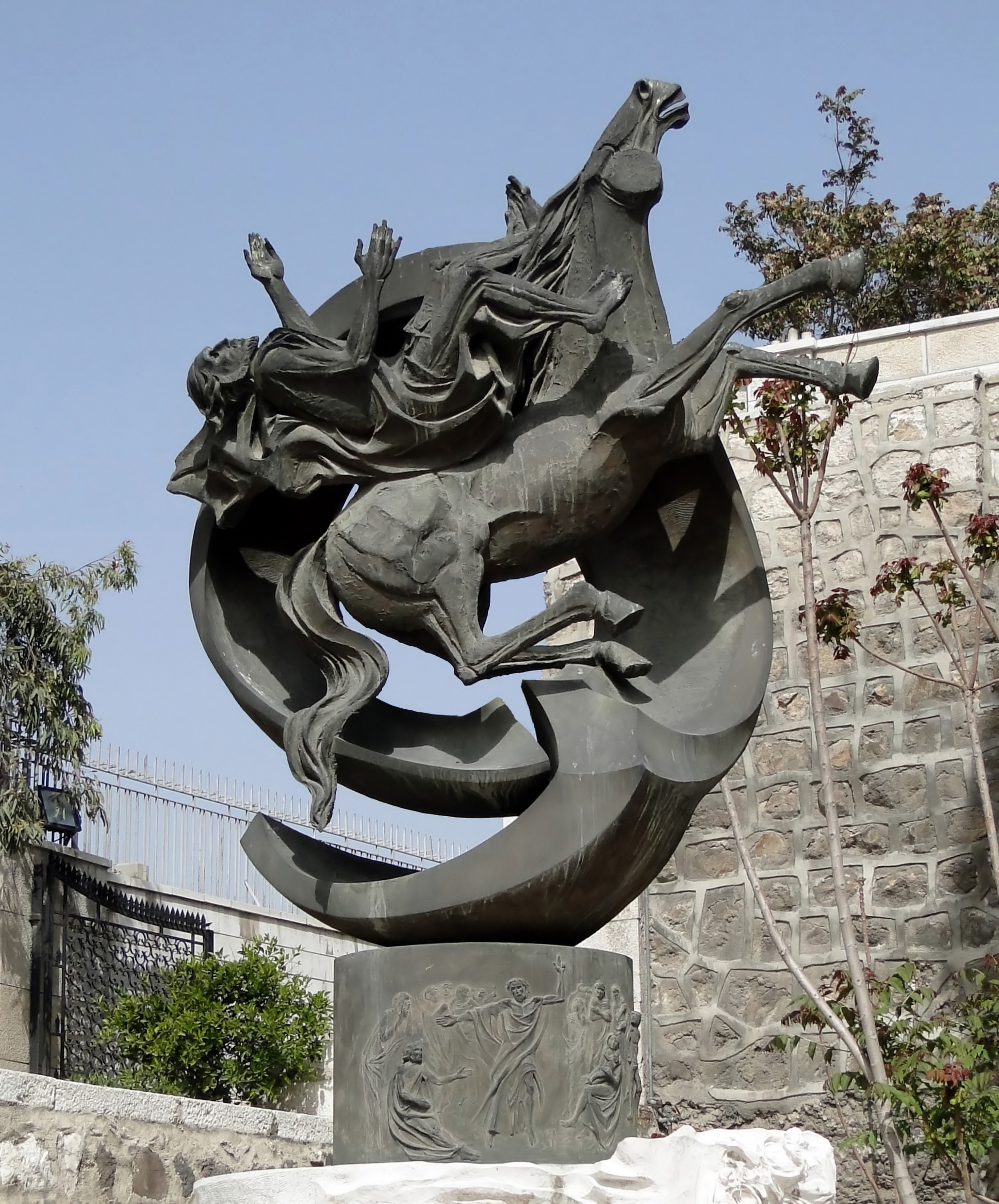
Der Paulussturz, das Denkmal für die Bekehrung des Paulus zum Christentum in Bab Kaysan, Damaskus

 Auf die biblische Geschichte von Paulus, dem vor Damaskus in einer „Theophanie“ Jesus erschien, worauf er sich zum Christentum bekehrte, bezieht sich der Ausdruck „Damaskusstunde“ und die heute kaum noch gebräuchliche Redensart „sein Damaskus erleben“, was bedeutet, eine einschneidende Erfahrung zu machen, die zu einer radikalen Sinnesänderung führt.

## Söhne und Töchter der Stadt
- Apollodor von Damaskus (65–130), Architekt der römischen Kaiserzeit
- Damaskios (462–538), spätantiker Philosoph
- ʿAbdallāh ibn al-Hurr al-Qaisī (* um 610), Muslim zur Zeit des Propheten Mohammed
- Johannes von Damaskus (* 650), orthodoxer christlicher Kirchenvater
- Abd ar-Rahman I. (731–788), erster Emir von Córdoba in Andalusien
- Al-Dimashqi (1256–1327), Geograf
- al-Būrīnī (1556–1615), syrisch-osmanischer Chronist und Medresen-Lehrer
- Georgius Deodatus (gestorben um 1740), armenischer Kaffeehändler in Prag
- Teodosio Kujamgi (1805–nach 1879), Bischof der melkitischen griechisch-katholischen Kirche
- Nicolas Cadi (1861–1941), Erzbischof von Bosra und Hauran
- Albert Antébi (1873–1919), Schulleiter in Jerusalem
- Nasuhi al-Buchari (1881–1961), Oberst und Politiker
- Nazik al-Abid (1887–1959), Frauenrechtsaktivistin, Nationalistin und Kritikerin des osmanischen und französischen Kolonialismus
- Chalid al-Azm (1903–1965), Politiker
- Suat Hayri Ürgüplü (1903–1981), ehemaliger Ministerpräsident der Türkei
- Michel Aflaq (1910–1989), arabischer Politiker
- Nicolas Naaman (1911–1982), Erzbischof von Bosra und Hauran
- Salah ad-Din al-Bitar (1912–1980), Ministerpräsident
- Ahmad Kuftaru (1915–2004), Großmufti
- Armine Kalenz (1920–2007), armenische Malerin
- Nizar Qabbani (1923–1998), Dichter
- Issam al-Attar (1927–2024), Islam-Gelehrter
- Edmund Keeley (1928–2022), Komparatist, Anglist und Neogräzist sowie Dichter, Erzähler, Essayist und literarischer Übersetzer
- Georges Kwaïter (1928–2011), Erzbischof von Sidon
- Munīra al-Qubaisī (1933–2022), Islam-Predigerin
- Sadiq al-Azm (1934–2016), Philosoph
- Adel Karasholi (* 1936), in Deutschland lebender Schriftsteller
- Muhammad Shahrur (1938–2019), syrisch-arabischer Intellektueller
- Walid al-Muallim (1941–2020), Diplomat und Außenminister (2006–20)
- Simone Fattal (* 1942), Künstlerin
- Riad Beyrouti (1944–2019), Maler
- Bassam Tibi (* 1944), deutscher Politologe
- Rafik Schami (* 1946), in Deutschland lebender Schriftsteller
- Fawzi Mellah (* 1946), tunesischer Schriftsteller, Journalist und Wissenschaftler
- Joseph Absi (* 1946), Geistlicher, Patriarch von Antiochien und Oberhaupt der Melkitischen Griechisch-Katholischen Kirche
- Raghid al-Tatari (* 1954), Militärpilot; Syriens am längsten inhaftierter politischer Gefangener
- Gaswan Zerikly (* 1954), Pianist und Komponist
- Ghassan Massoud (* 1958), Filmschauspieler
- Yasser Seirawan (* 1960), US-amerikanischer Schachmeister syrischer Abstammung
- Tarafa Baghajati (* 1961), in Österreich lebender austrosyrischer Menschenrechtler und Bauingenieur
- Bana Jabri (* 1961), französische Gastroenterologin und Immunologin
- Basil al-Assad (1962–1994), Politiker und ältester Sohn des Präsidenten von Syrien
- Masen Abou-Dakn (* 1963), syrisch-deutscher Liedermacher, Songtexter, Autor und Dozent
- Baschar al-Assad (* 1965), syrischer Politiker und Präsident von Syrien
- Elias El-Debei (* 1970), melkitischer Geistlicher, Erzbischof von Bosra und Hauran
- Randa Kassis (* 1970), französisch-syrische Politikerin
- Aktham Suliman (* 1970), Journalist, Deutschland-Korrespondent von Al Jazeera
- Missak Baghboudarian (* 1973), Leiter und Chefdirigent des Syrischen Nationalen Symphonieorchesters
- Rosa Yassin Hassan (* 1974), Autorin und Menschenrechtsaktivistin
- Zaid Jabri (* 1975), syrisch-polnischer Komponist, Dirigent und Musikpädagoge
- Kinan Azmeh (* 1976), Klarinettist und Komponist
- MAias Alyamani (* 1981), Geiger und Komponist
- Lynn Adib (* 1986), Musikerin
- Majd Eddin Ghazal (* 1987), Hochspringer
- Alisar Ailabouni (* 1989), österreichisches Fotomodell und Mannequin
- Jad Turjman (1989–2022), syrisch-österreichischer Schriftsteller
- Ahmad Joudeh (* 1990), niederländischer Tänzer und Choreograf
- Kenda Hmeidan (* 1992), Schauspielerin
- Omar Khribin (* 1994), Fußballspieler
- Sarah Mardini (* 1995), Schwimmsportlerin, Rettungsschwimmerin sowie Aktivistin für humanitäre Flüchtlingshilfe
- Yusra Mardini (* 1998), Schwimmsportlerin